# Batalla del Perímetro de Pusan
La batalla del Perímetro de Pusan fue una batalla a gran escala entre las fuerzas de las Naciones Unidas y de las de Corea del Norte que ocurrió entre el 4 de agosto y el 18 de septiembre de 1950. Fue uno de los primeros grandes combates de la guerra de Corea. Un ejército de 140 000 soldados de las Naciones Unidas, habiendo sido empujados al borde de la derrota, fueron reunidos para una resistencia final contra el Ejército Popular de Corea que había invadido Corea del Sur, con unos 98 000 soldados.
Las fuerzas de las Naciones Unidas, habiendo sido derrotadas repetidamente por los norcoreanos que avanzaban, fueron forzadas a retirarse al Perímetro de Pusan, una línea defensiva de 140 millas (225 km) alrededor de un área en la punta sureste de la península de Corea que incluía al puerto de Pusan. Las tropas de las Naciones Unidas, consistentes principalmente de fuerzas del Ejército de la República de Corea, del Ejército de Estados Unidos y del Ejército Británico, montaron una última resistencia alrededor del perímetro, rechazando repetidos ataques norcoreanos durante seis semanas en combate ocurridos alrededor de las ciudades de Taegu, Masan y Pohang, y el río Nakdong. Los masivos ataques norcoreanos fueron un fracaso al no lograr hacer retroceder aún más a las tropas de las Naciones Unidas desde las líneas frontales del perímetro, a pesar de dos grandes ataques realizados en agosto y septiembre.
Las tropas norcoreanas, dificultadas por escasez de suministros y masivas pérdidas, lanzaron continuos ataques contra las fuerzas de las Naciones Unidas en un intento de penetrar el perímetro y hacer colapsar la línea. Sin embargo, las Naciones Unidas usaron el puerto para reunir una abrumadora ventaja en tropas, equipos y logística, y sus armadas y fuerzas aéreas permanecieron sin ser desafiadas por los norcoreanos durante la lucha. Después de seis semanas, la fuerza norcoreana colapsó y retrocedió derrotada después de que las fuerzas de las Naciones Unidas lanzaron un contraataque en Incheon el 15 de septiembre. La batalla sería el avance más grande realizado por las tropas norcoreanas durante la guerra, ya que los combates terrestres subsecuentes llevarían la guerra a un punto muerto.

## Antecedentes

### Estallido de la guerra
Después del estallido de la guerra de Corea, las Naciones Unidas decidieron comprometer tropas en apoyo de la República de Corea (Corea del Sur), la que había sido invadida por la vecina República Democrática Popular de Corea (Corea del Norte). Subsecuentemente Estados Unidos envió fuerzas terrestres a la Península de Corea con el propósito de combatir la invasión norcoreana y prevenir que Corea del Sur colapsara. Sin embargo, las fuerzas estadounidenses en el Lejano Oriente habían disminuido constantemente desde el final de la Segunda Guerra Mundial, cinco años antes, y en ese momento la fuerza más cercanas era la 24.a División de Infantería del Octavo Ejército, que tenía su cuartel general en Japón. La división estaba sin dotación completa y la mayoría de sus equipos eran anticuados debido a las reducciones en el presupuesto militar. No obstante, a la 24.a División de Infantería se le ordenó dirigirse a Corea del Sur.

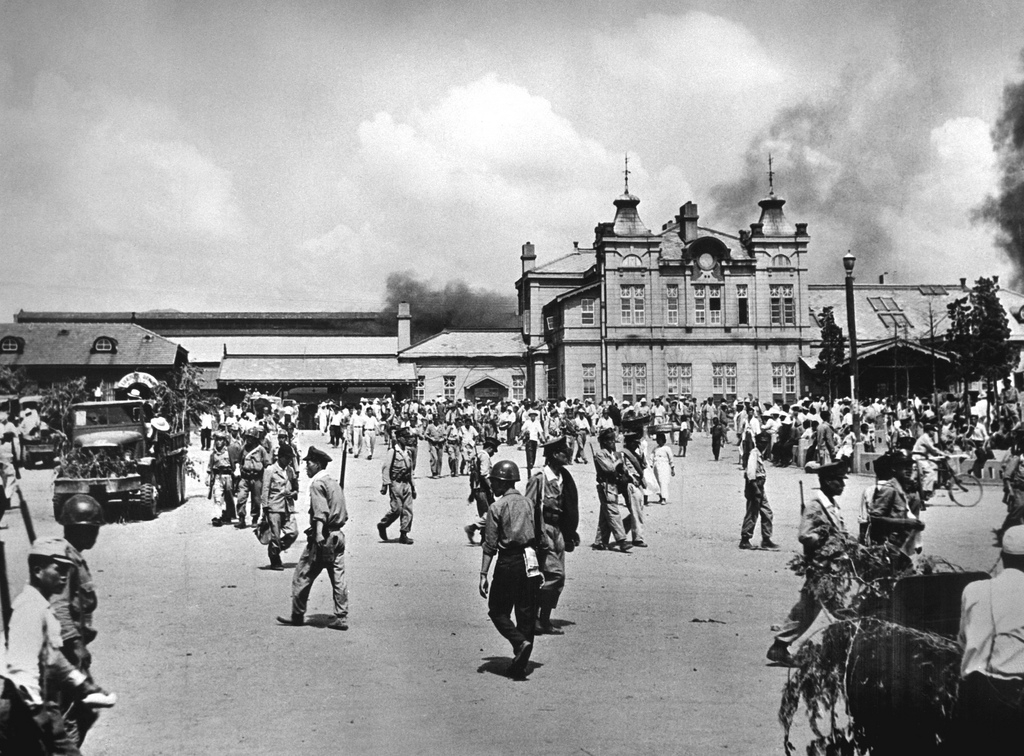
Fuerzas estadounidenses retrocediendo durante la batalla de Taejon.

La 24.a División de Infantería fue la primera unidad estadounidense enviada a Corea con la misión de resistir el choque inicial de los avances norcoreanos, retrasando las mucho más grandes unidades norcoreanas para comprar tiempo que permitiera llegar a las fuerzas siguientes. Por consiguiente la división se encontró sola por varias semanas a medida que intentaba retrasar a los norcoreanos, ganando tiempo para que la 7.a División de Infantería, la 25.a División de Infantería, la 1.a División de Caballería y otras unidades de apoyo del Octavo Ejército lograran posicionarse. Elementos avanzados de la 24.a División de Infantería fueron derrotados fuertemente en la Batalla de Osan el 5 de julio, durante la primera batalla entre fuerzas estadounidenses y norcoreanas. Durante el primer mes después de la derrota de la Fuerza de Tareas Smith, los soldados de la 24.a División de Infantería fueron derrotados repetidamente y fueron forzados a retroceder hacia el sur por la ventaja numérica y de equipo de las fuerzas norcoreanas. Los regimientos de la 24.a División de Infantería fueron empujados sistemáticamente hacia el sur en batallas alrededor de Chochiwon, Chonan y Pyongtaek. La 24.a División de Infantería hizo su resistencia final en la Batalla de Taejon, siendo casi completamente destruida pero retrasando a los fuerzas norcoreanas que no pudieron avanzar hasta el 20 de julio. Para esa fecha, la fuerza de combate del Octavo Ejército era aproximadamente igual a la de fuerza norcoreana atacante en la región, con nuevas unidades de las Naciones Unidas llegando todos los días.

### Avance norcoreano

Mapa que muestra los sucesivos avances norcoreanos. El Perímetro de Pusan se ve en la porción sureste de la península.

Habiendo capturado Taejon, las fuerzas norcoreanas comenzaron a rodear el perímetro de Pusan desde todos los lados en un intento de rodearlo. La 4.a División de Infantería de Corea del Norte y la 6.a División de Infantería de Corea del Norte avanzaron desde el sur en una amplia maniobra. Las dos divisiones estaban coordinadas para rodear el flanco izquierdo de las Naciones Unidas y estaban extremadamente dispersas. Ellos avanzaron sobre las posiciones de las Naciones Unidas, haciendo retroceder repetidamente a las fuerzas estadounidenses y surcoreanas.
En el este, el ejército norcoreano, de 89.000 soldados, había avanzado hacia Corea del Sur en seis columnas, tomando al ejército surcoreano por sorpresa y desbandándolo completamente. El más pequeño ejército surcoreano sufría de una difundida carencia de organización y de equipamiento y no se encontraba preparado para una guerra. Numéricamente superiores, las fuerzas norcoreanas destruyeron la resistencia aislada de 38.000 soldados surcoreanos en el frente antes de moverse constantemente hacia el sur. La mayoría de las fuerzas surcoreanas retrocedieron ante el avance. Para el 28 de junio, los norcoreanos habían capturado la capital de Corea del Sur Seúl, forzando al gobierno y sus destrozadas fuerzas a retroceder aún más hacia el sur. Aunque fueron constantemente hechas retroceder, las fuerzas surcoreanas aumentaron su resistencia a la medida que estaban más al sur, esperando retrasar a las unidades norcoreanas lo más posible. Las unidades nor y surcoreanas lucharon por el control de muchas ciudades, inflingiéndose fuertes bajas unas a otras. El ejército surcoreano defendió fieramente Yongdok antes de ser forzado a retroceder y logró repeler a las fuerzas norcoreanas en la batalla de Andong.
En el oeste, las fuerzas estadounidenses fueron hechas retroceder repetidamente antes de finalmente detener el avance norcoreano. Elementos del 3.er Batallón del 29.o Regimiento de Infantería, recientemente arribado al país, fueron barridos en Hadong en una emboscada coordinada por las fuerzas norcoreanas el 27 de julio, dejando un paso abierto hacia el área de Pusan. Poco después, al oeste fue tomada Chinju, haciendo retroceder al 19.o Regimiento de Infantería y dejando abiertas rutas hacia Pusan. Posteriormente las unidades estadounidenses fueron capaces de derrotar y hacer retroceder a los norcoreanos en el flanco sur en la batalla del Notch el 2 de agosto. Sufriendo crecientes pérdidas, la fuerza norcoreana en el flanco oeste se retiró por varios días para reequiparse y recibir refuerzos. Esto le dio a ambos lados varios días de descanso para prepararse para los combates por el Perímetro de Pusan.

## Preludio

### Terreno

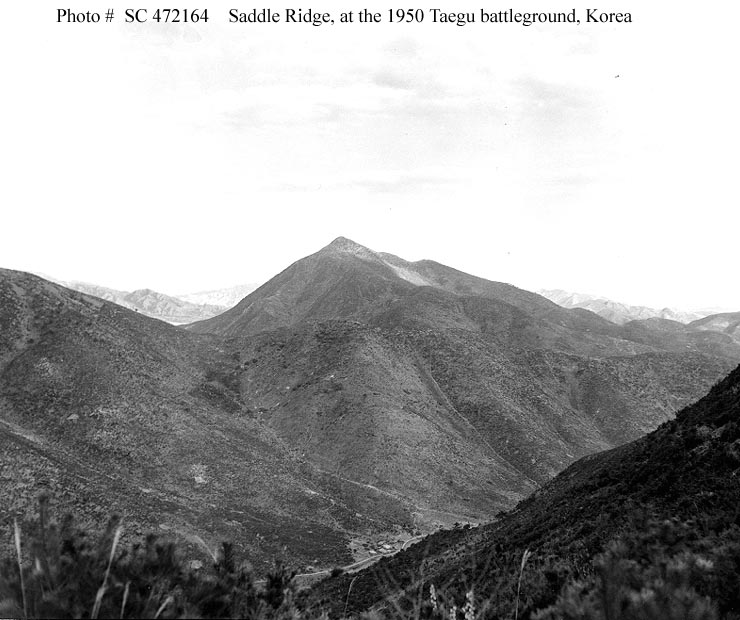
La cresta Saddle ceca de Taegu, una de las posiciones a lo largo del Perímetro Pusan defendido por las Naciones Unidas.

Las fuerzas de las Naciones Unidas establecieron un perímetro alrededor de la ciudad portuaria de Pusan durante julio y agosto de 1950. De aproximadamente 140 millas (225 km) de largo, el perímetro iba desde el estrecho de Corea al mar de Japón al oeste y norte de Pusan. Al oeste el perímetro estaba delimitado aproximadamente por el río Nakdong donde rodeaba a la ciudad de Taegu, excepto por la parte más sureña de 15 millas (24 km) donde el Nakdong giraba hacia el este después de confluir con el río Nam. La frontera norte era una línea irregular que transcurría por en medio de las montañas desde Waegwan y Andong a Yongdok.
Con la excepción del delta del Nakdong al sur y el valle entre Taegu y P'ohang-dong, el terreno esta extremadamente abrupto y montañoso. Al noreste de P'ohang-dong a lo largo de la línea surcoreana el terreno era especialmente traicionero y el movimiento en la región era extremadamente difícil. Así, las Naciones Unidas establecieron el Perímetro Pusan en una ubicación delimitada por el mar de Japón al sur y este, el río Nakdong al oeste y el terreno extremadamente montañoso al norte, usando el terreno como una defensa natural. Sin embargo, el terreno abrupto también hacía que las comunicaciones fueran difíciles, particularmente para las fuerzas surcoreanas en el área de P'ohang-dong.
Las fuerzas de las Naciones Unidas en esta región también sufrieron bajas relacionadas al calor del verano, ya que la región de Nakdong tenía poca vegetación y agua potable. Corea sufría de una severa sequía durante el verano del año 1950, habiendo recibido solo 5 plg (127 mm) de lluvia de una cantidad normal de 20 plg (508 mm) durante los meses de julio y agosto. Combinado con temperaturas de 105 °F (40,6 °C), el clima caluroso y seco contribuyó a una gran cantidad de bajas por calor y agotamiento, particularmente para las no acostumbradas fuerzas estadounidenses.

### Fuerzas involucradas
Las fuerzas del Ejército Popular de Corea estaban organizadas en una fuerza de armas combinadas mecanizada de diez divisiones, originalmente con una cantidad de 90.000 tropas bien entrenadas y equipadas en julio, con centenares de tanques T-34. Sin embargo, las acciones defensivas realizadas por las fuerzas estadounidenses y surcoreanas habían retrasado significativamente a los norcoreanos en su invasión de Corea del Sur, costándoles 58.000 de sus tropas y una gran cantidad de tanques. Con el propósito de rehacerse de estas pérdidas, los norcoreanos tuvieron que recurrir a reemplazos y conscriptos menos experimentados, muchos de los cuales habían sido tomados de las regiones conquistadas de Corea del Sur. Durante el curso de la batalla, los norcoreanos crearon un total de 13 divisiones de infantería y una división blindada para que combatieran en el Perímetro de Pusan.

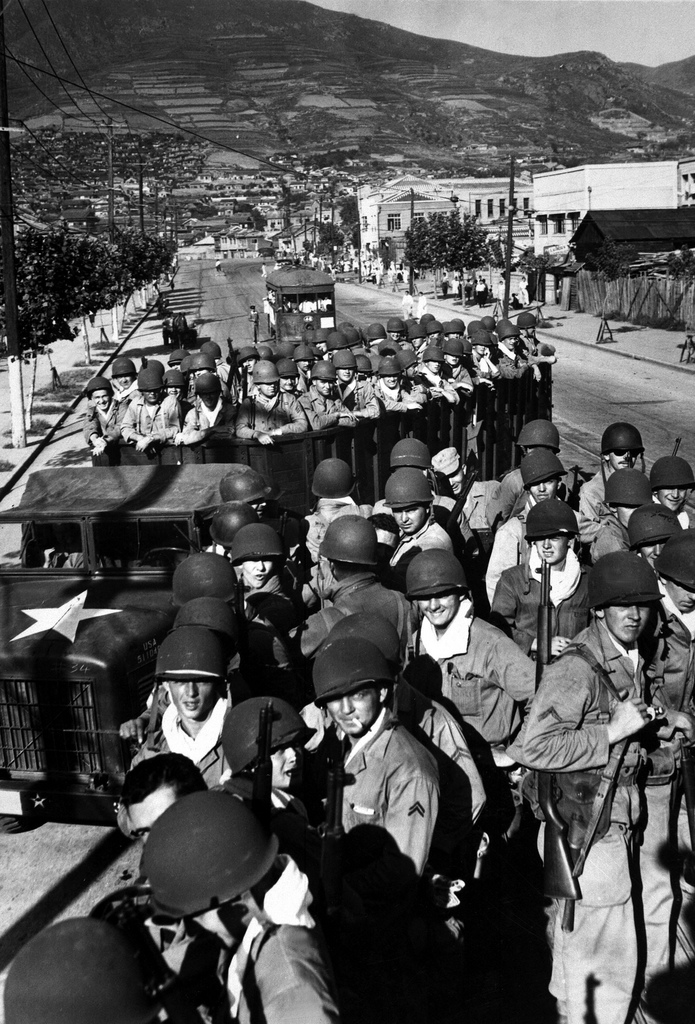
Infantes de marina estadounidenses desembarcan en Pusan en su camino al frente de combate.

Las fuerzas de las Naciones Unidas estaban organizadas bajo el mando del Ejército de Estados Unidos. El Octavo Ejército de Estados Unidos servía como el componente de cuartel general para las fuerzas de las Naciones Unidas y estaba acuartelado en Taegu. Bajo este se encontraban tres debilitadas divisiones estadounidenses; la 24.ª División de Infantería fue enviada a Corea a principios de julio, mientras que la 1.ª División de Caballería y la 25.ª División de Infantería llegaron entre el 14 y el 18 de julio. Estas fuerzas ocuparon el segmento occidental del perímetro, a lo largo del río Nakdong. El Ejército de la República de Corea, una fuerza de 58.000 soldados, estaba organizada en dos cuerpos y cinco divisiones; desde el este al oeste, el I Cuerpo controlaba la 8.a División de Infantería y la División Capital, mientras que el II Cuerpo controlaba la 1.a División de Infantería y la 6.a División de Infantería. Una reconstituida 3.ª División de Infantería fue colocada bajo el control directo del ejército surcoreano. La moral entre las unidades de las Naciones Unidas era baja debido a la gran cantidad de derrotas sufridas hasta ese punto de la guerra. Las fuerzas estadounidenses había sufrido más de 6.000 bajas durante el pasado mes, mientras que el Ejército Surcoreano había perdido un estimado de 70.000 soldados.
Las cantidades de tropas en cada bando han sido difíciles de estimar en investigaciones subsecuentes. El ejército norcoreano tenía alrededor de 70.000 tropas de combate comprometidas en el Perímetro de Pusan el 5 de agosto, con la mayoría de sus divisiones con extremadamente bajas dotaciones. Habían probablemente menos de 3.000 soldados en las unidades mecanizadas y alrededor de 40 tanques T-34 en el frente, debido a grandes pérdidas sufridas hasta ese momento de la guerra. MacArthur informó que había 141.800 soldados de las Naciones Unidas en Corea el 4 de agosto, de las cuales 47.000 eran tropas de combate terrestre estadounidenses y 45.000 eran tropas de combate surcoreanas. De esta formas la fuerza de combate terrestre de las Naciones Unidas sobrepasaba en número a las fuerzas norcoreanas que eran aproximadamente entre 92.000 y 70.000 tropas. Las fuerzas de las Naciones Unidas mantuvieron el completo control del aire y del mar durante todos los combates y elementos de la Fuerza Aérea y de la Armada estadounidenses proporcionaron apoyo a las unidades en tierra durante toda la batalla virtualmente sin ninguna oposición. El comando general de la fuerza naval fue tomado por la Séptima Flota de Estados Unidos y el grueso del poder naval provisto también era estadounidense. El Reino Unido también proporcionó una pequeña fuerza de tareas naval incluyendo un portaaviones y varios cruceros. Finalmente, Australia, Canadá, Holanda y Nueva Zelanda también proporcionaron buques. Varios centenares de caza bombarderos de la Quinta Fuerza Aérea fueron ubicados justo al frente de la costa y a bordo del USS Valley Forge y el USS Philippine Sea. Para el final de la batalla el Octavo Ejército tenía más apoyo aéreo que el que tuvo el Decimosegundo Grupo de Ejército de Estados Unidos del general Omar Bradley en Europa durante la Segunda Guerra Mundial.
Desde el sur al noreste, las unidades norcoreanas posicionadas oponiéndose a las unidades de las Naciones Unidades eran el 83.er Regimiento Motorizado de la 105.a División Blindada y luego la 6.a, la 4.a, la 3.a, la 2.a, la 15.a, la 1.a, la 13.a, la 8.a, la 12.a y la 5.a divisiones y el 766.o Regimiento de Infantería Independiente.
Durante septiembre de 1950, a medida que la batalla se desarrollaba, más fuerzas de las Naciones Unidas llegaron desde Estados Unidos y otros lugares. La 2.ª División de Infantería, el 5.º Equipo Regimental de Combate, la 1.a Brigada Provisional de Infantería de Marina y la 27.a Brigada de la Commonwealth Británica llegaron a Pusan a finales de los combates, junto con una gran cantidad de tropas frescas y equipamiento, incluyendo más de 500 tanques. Para el final de la batalla, el tamaño del Octavo Ejército había pasado desde tres divisiones sin suficiente dotación y no preparadas a cuatro formaciones que estaban bien equipadas y listas para la guerra.

### Logística

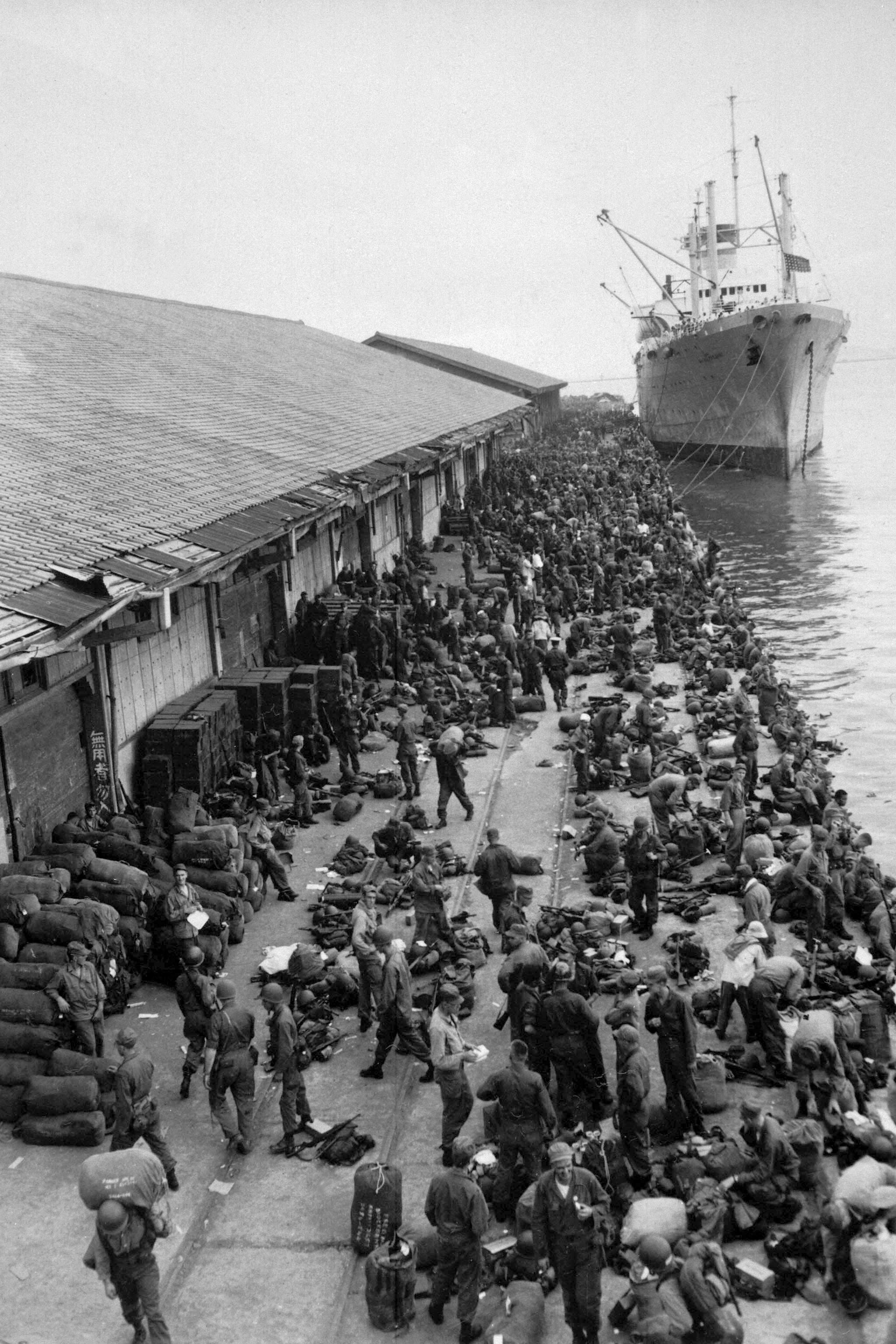
Tropas estadounidenses sobre un muelle después de desembarcar del buque que las transportó, Corea, 6 de agosto de 1950.

#### Logística de las Naciones Unidas
El 1 de julio, el Comando de Extremo Oriente le ordenó al Octavo Ejército de Estados Unidos que asumiera la responsabilidad de todo el apoyo logístico para las fuerzas de Estados Unidos y de las Naciones Unidas en Corea, incluyendo al Ejército de la República de Corea. El apoyo para los ejércitos estadounidenses y surcoreanos provenía desde Estados Unidos y Japón. El reequipamiento del ejército surcoreano presentó para las fuerzas de las Naciones Unidas un enorme problema logístico en julio. El desafío más grande era la escasez de munición. Aunque la situación logística mejoró en el tiempo, hubo escasez de munición durante la mayor parte de la guerra. El consumo de suministros difería entre las distintas unidades y la carencia de un plan previamente construido forzó a los encargados de la logística de las Naciones Unidas a crear un sistema a medida que surgían los problemas. La subsistencia de las tropas de las Naciones Unidas en Corea estuvo entre los otros principales desafíos confrontados por las Naciones Unidas en los primeros días de la guerra. No existían raciones C en Corea y sólo había una pequeña reserva en Japón cuando se iniciaron las hostilidades. La Intendencia General del Ejército de Estados Unidos comenzó inmediatamente a mover todas las raciones C y las raciones B 5 en 1 disponibles desde Estados Unidos hacia el Extremo Oriente. Inicialmente las raciones de campaña eran principalmente las raciones K de la época de la Segunda Guerra Mundial. La subsistencia de las tropas surcoreanas fue igualmente importante y un difícil problema de ser solucionado.

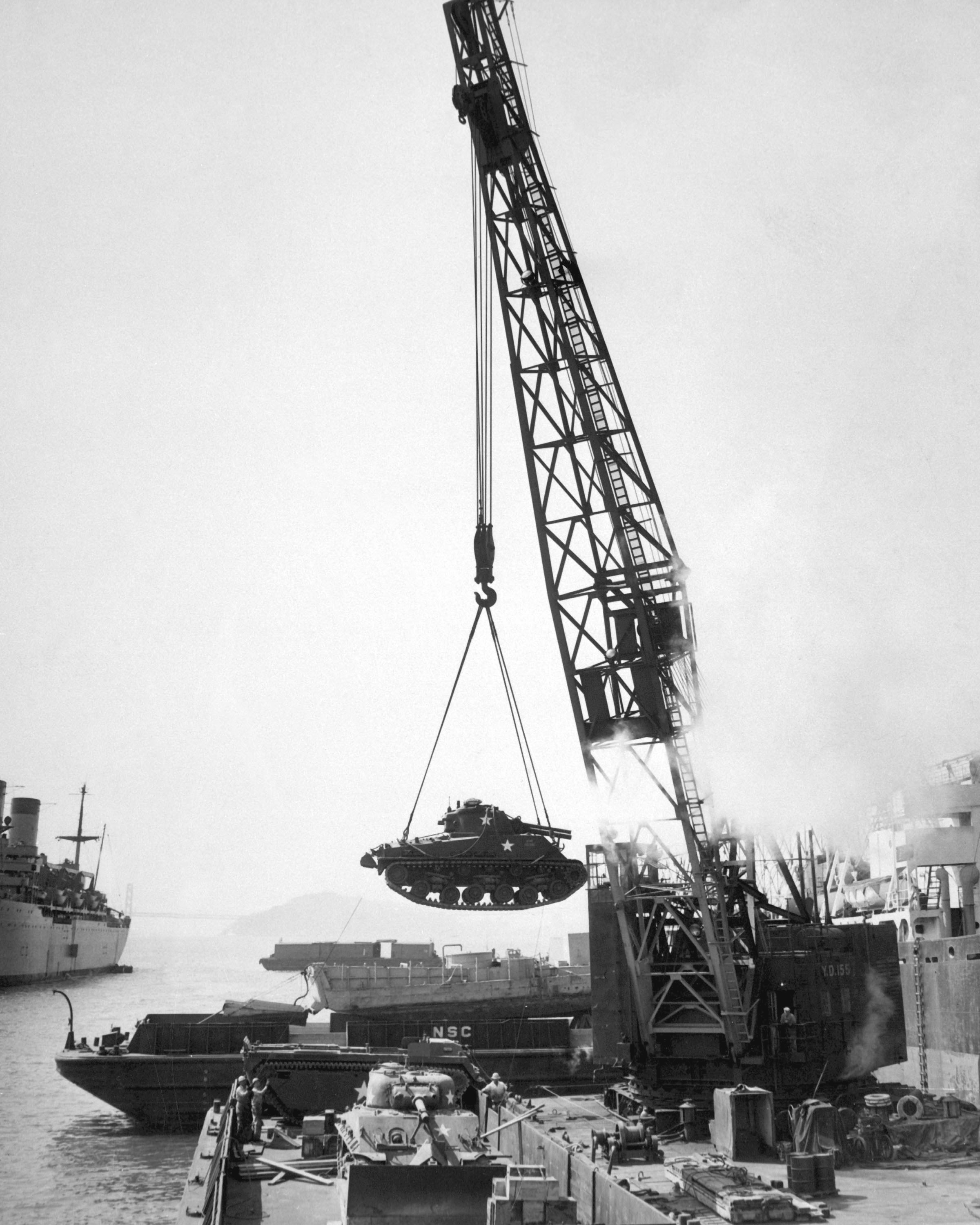
Un tanque M4 Sherman siendo cargado en una barcaza en el puerto de Oakland, California, previo a su envío a Pusan, 1950.

La mayoría del reabastecimiento realizado por mar era transportado por buques de carga del Ejército y la Armada de Estados Unidos. La masiva demanda de buques forzó a las Naciones Unidas ha arrendar buques privados y activar buques de la flota de reserva para aumentar la cantidad de buques militares en servicio. Las Naciones Unidas tenían una gran ventaja en sus operaciones marítimas ya que el puerto más desarrollado en Corea era Pusan y que este se ubicaba en la punta sureste de la península. Pusan era el único puerto en Corea del Sur que tenía las instalaciones portuarias lo suficientemente grandes como manejar una cantidad considerable de carga. Un puente aéreo de emergencia para los ítems necesarios críticos se inició casi de inmediato desde Estados Unidos hacia el Extremo Oriente. El Servicio de Transporte Aéreo Militar (en inglés: Military Air Transport Service, MATS), División del Pacífico, se expandió rápidamente después del inicio de la guerra. El consumo de gasolina de aviación gracias a la operación de tanto de las aeronaves de combate como de transporte fue tan grande en la fase inicial de la guerra, agotando los muy limitados suministros disponibles en el Extremo Oriente, que se convirtió en uno de los serios problemas logísticos a ser resueltos. Desde Pusan existía un buen sistema de transporte ferroviario construido por los japoneses y se encontraba con buenos cimientos construidos con roca triturada y ripio de río y que se extendía hacia el norte. Las líneas de ferrocarril eran el núcleo del sistema de transporte de las Naciones Unidas en Corea. Los 20 000 mi (32 187 km) de carreteras de Corea eran todos de naturaleza secundaria, medidos de acuerdo a los estándares estadounidenses o europeos.

#### Logística norcoreana
La responsabilidad de la logística norcoreana estaba dividida entre el Ministerio de Defensa Nacional, liderado por el mariscal Choe Yong Gun y el Departamento de Servicios de Retaguardia del Ejército Popular de Corea del Norte, al mando del general Choe Hong Kup. El Ministerio era responsable principalmente del transporte ferroviario y de la obtención de los suministros, mientras que los Servicios de Retaguardia eran responsables por el transporte caminero. Los norcoreanos utilizaban un sistema logístico que era muy sencillo y substancialmente más pequeño que el sistema de las Naciones Unidas. Por lo tanto esta red logística era capaz por lejos de mover muchos menos suministros y esto causó considerables dificultades para las tropas en el frente de combate. Basado en el eficiente modelo soviético, esta red terrestre descansaba principalmente en los ferrocarriles para transportar los abastecimientos a las tropas en el frente de combate, mientras que las tropas llevaban estos ítems a las unidades individuales a pie, camiones o carros. Este segundo esfuerzo, aunque más versátil, también fue una substancial desventaja ya que era menos eficiente y a menudo demasiado lento para seguir a las unidades de combate que se encontraban en movimiento.

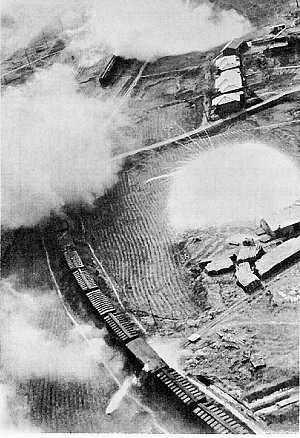
Aviones estadounidenses atacan un tren norcoreano con cohetes y napalm, 1950.

A mediados de julio, el Comando de Bombarderos de la Fuerza Aérea de Extremo Oriente (en inglés: Far East Air Force, FEAF) comenzó una campaña permanente y en aumento contra blancos estratégicos norcoreanos. El primero de estos blancos fue Wonsan en la costa oriental. Wonsan era importante como un centro de comunicaciones que conectaba Vladivostok, Siberia, con Corea del Norte tanto por ferrocarril como por mar. Desde allí, las líneas ferroviarias salían en dirección de todos los centros de acumulación norcoreanos. La mayoría del grueso de los suministros soviéticos para Corea del Norte en la parte inicial de la guerra llegaron a Wonsan, y desde el comienzo fue considerado un blanco militar importante. Para el 27 de julio, el comando de bombarderos de la FEAF tenía listo un completo plan de interdicción de los ferrocarriles. Este plan buscaba cortar el flujo de tropas y material norcoreano desde Corea del Norte con destino al área de combate. Dos puntos de corte, el puente ferroviario y los patios de maniobra de P'yong-yang y el puente de Hamhung y los patios de maniobra de Hamhung y Wonsan, podían romper completamente la red logística ferroviaria de Corea del Norte. La destrucción de los puente ferroviarios sobre Han cerca de Seúl cortaría toda la comunicación ferroviaria con el área del Perímetro de Pusan. El 28 de julio la FEAF le entregó al Comando de Bombardeo una lista de blancos para el programa de interdicción ferroviaria y dos días más tarde un plan similar estaba listo para realizar la interdicción de las carreteras. El 4 de agosto, la FEAF comenzó ataques de interdicción con bombarderos B-29 contra todos los puentes claves al norte del paralelo 37 en Corea y, 15 de agosto, bombarderos ligeros y caza bombarderos se unieron a la campaña de interdicción. La carencia de grandes pistas de aterrizaje y aviones por parte de Corea del Norte significó que sólo realizó un mínimo de reabastecimiento aéreo, principalmente ítems críticos que eran importados desde China. Aparte de esto, la aviación no jugó casi ningún rol en la logística norcoreana. También los norcoreanos no fueron capaces de usar efectivamente el transporte marítimo. Los puertos en Wonsan y Hungnam podían ser usados para el transporte de algunas tropas y suministros, pero estos estaban demasiado poco desarrollados para poder apoyar ningún movimiento logístico a gran escala, y el puerto de Inchon en el sur era difícil de navegar con grandes cantidades de buques.

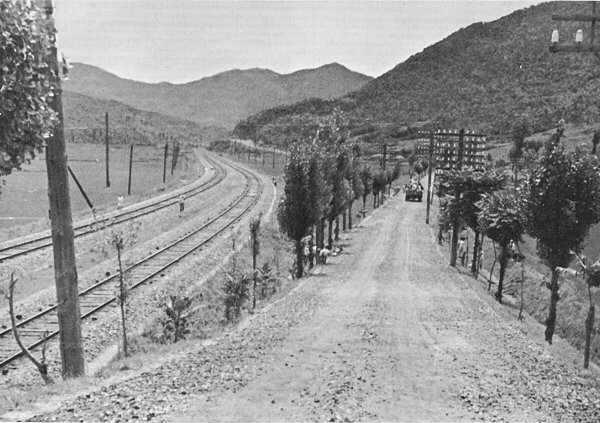
El camino principal entre Seúl y Pusan, tanto ferroviario como carretero, era parte integral en mover los suministros hacia el frente.

La supremacía de la Quinta Fuerza Aérea en los cielos sobre Corea obligó a los norcoreanos en el primer mes de la guerra a mover en la noche los suministros destinados al frente de combate. Ellos usaban principalmente la red ferroviaria para mover los suministros hacia el frente, sin embargo una escasez de camiones supuso el problema más serio para llevar los suministros a las unidades individuales, forzándolos al uso de carretas y animales de carga. El ejército norcoreano fue capaz de mantener el transporte hacia sus líneas de frente a través de largas líneas de comunicaciones a pesar de fuertes y constantes ataques aéreos. El esfuerzo aéreo de las Naciones Unidas falló en detener el transporte ferroviario militar. Las municiones y el combustible, que tomaban precedencia sobre todos los otros tipos de suministros, continuaron llegando al frente, aunque en cantidades más pequeñas que antes. En el mejor de los casos había raciones para solo una o dos comidas al día. La mayoría de las unidades tenían que vivir a menos parcialmente de los recursos requisados a la población surcoreana, forrajeando comida y suministros durante la noche. Para el 1 de septiembre la situación de los suministros de comida en el frente era tan mala en el ejército norcoreano que la mayoría de los soldados mostraban una pérdida de vigor que resultó en un deterioro de la eficiencia de combate.
La ineficiencia de su sistema logístico fue una debilidad fatal del Ejército de Corea del Norte, lo que le costó cruciales derrotas después del éxito inicial de sus fuerzas de combate. Las comunicaciones y suministros de los norcoreanos no fueron capaces de explotar las rupturas y de apoyar un ataque continuo en contra de la masiva acción de la aviación, blindados y fuego de artillería que podía ser concentrados contra sus tropas en los puntos críticos.

## Empuje de agosto

### Posición defensiva

Mapa del Perímetro de Pusan, agosto de 1950.

El 1 de agosto, el Octavo Ejército estadounidense entregó una directiva operacional a todas las fuerzas de las Naciones Unidas en Corea para su planeada retirada al este del río Nakdong. Las unidades de las Naciones Unidas deberían establecer posiciones defensivas principales detrás de lo que sería conocido como el Perímetro de Pusan. La intención era por la línea de retirada y mantenerlo contra el Ejército Popular norcoreano mientras que el ejército estadounidense acumulaba sus fuerzas y lanzara una contraofensiva. El perímetro era la última posición para las fuerzas de las Naciones Unidas que habían sido sucesivamente derrotadas durante el primer mes de guerra; cualquier retirada adicional le costaría al Octavo Ejército fuertes pérdidas. La 25.a División de Infantería estadounidense ocupaba el flanco más al sur en Masan, mientras que la 24.a División de Infantería se retiraba a Koch'ang. La 1.a División de Caballería se retiró a Waegwan. Las fuerzas estadounidenses demolieron todos los puentes que cruzaban el río Nakdong en su retirada. En un puente en el sector de la 1.a División de Caballería, el comandante divisional intentó varias veces de despejarlo de refugiados pero ellos continuaron cruzando a pesar de las advertencias y varios intentos de despeje. Finalmente el comandante fue forzado a demoler el puente, junto con varios centenares de refugiados.
Central al plan defensivo de las Naciones Unidas era retener el puerto de Pusan, donde los vitales suministros y refuerzos estaban llegando desde Japón y Estados Unidos. Pusan poseía aeropuertos donde los aviones de carga y combate estadounidenses estaban arribando a Corea con más suministros. La instalación de grúas alta capacidad en los muelles de Pusan permitió un manejo más fácil de armas y carga pesadas, con un subsecuente reducción en el puente aéreo de las Naciones Unidas. Un sistema similar al Red Ball Express (en castellano: Expreso Bola Roja) de la Segunda Guerra Mundial fue empleado para llevar los suministros desde Pusan a las líneas del frente de combate. Centenares de buques llegaban a Pusan cada mes, comenzando con 230 en julio y aumentando constantemente en los meses siguientes. El 24 de julio, las Naciones Unidas establecieron su comando más alto con el general Douglas MacArthur en Tokio, Japón. Mientras tanto las fuerzas norcoreanas estaban siendo afectadas por líneas de abastecimientos sobre extendidas lo que redujo gravemente su capacidad de combate.
Las fuerzas norcoreanas tenían cuatro posibles rutas de ataque en el perímetro: al sur, el paso a través de la ciudad de Masan junto a la confluencia de los ríos Nam y Naktong; otra ruta sureña a través de la saliente del Nakdong y hacia las líneas ferroviarias en Miryang; a través de la ruta hacia Taegu en el norte; y a través de Kyongju en el corredor oriental. Los norcoreanos montaron una gran ofensiva en agosto, atacando simultáneamente las cuatro entradas del perímetro. Como resultado, la batalla del Perímetro de Pusan no fue un solo encuentro sino que fueron una serie de grandes batallas ocurridas entre las divisiones norcoreanas y de las Naciones Unidas a todo lo largo del perímetro.

### Contraofensiva

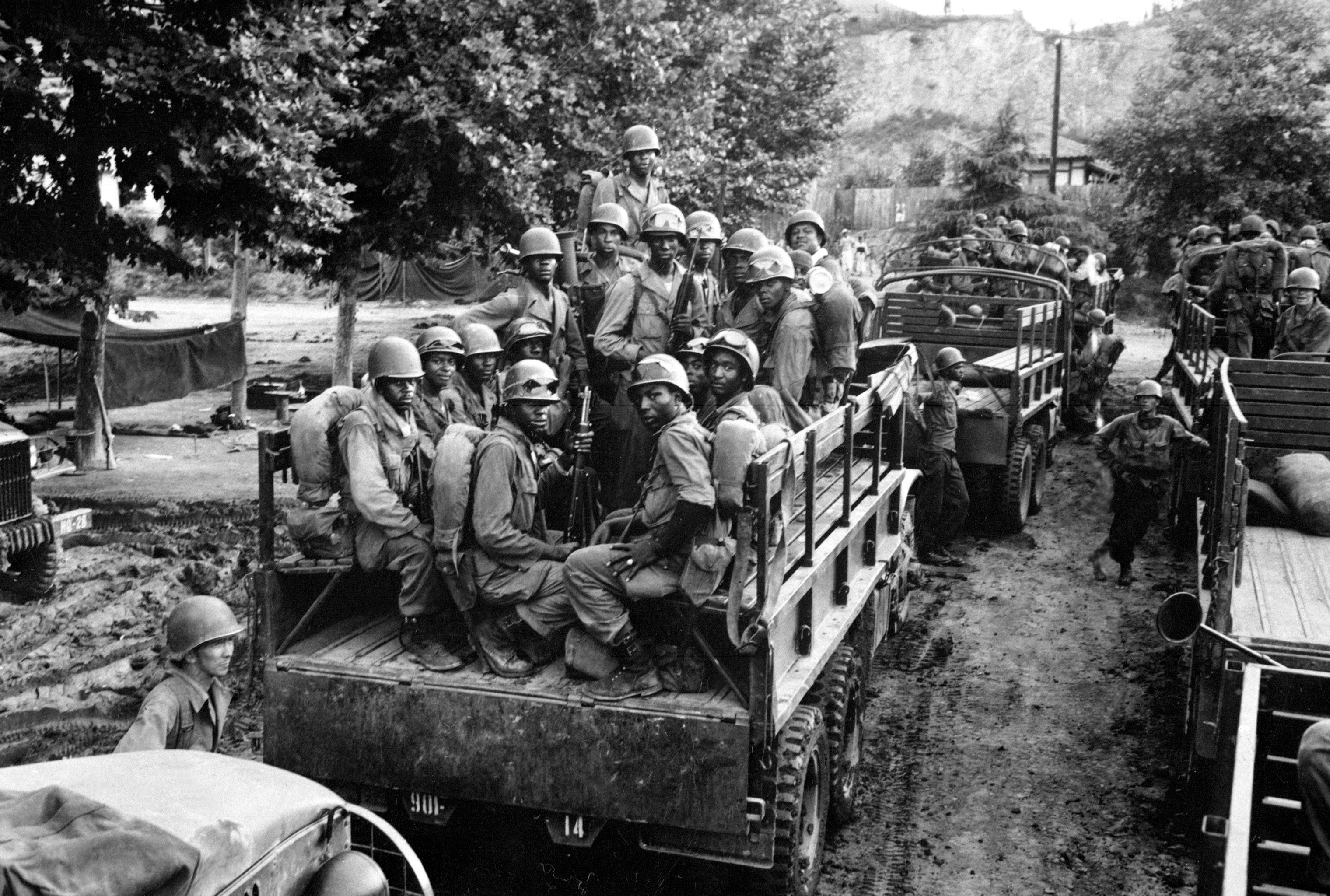
Tropas de la 24.a de Infantería moviéndose hacia el campo de batalla en Masan.

El Octavo Ejército, al mando del teniente general Walton Walker, inició la preparación de una contraofensiva, la primera realizada por las Naciones Unidas en la guerra, para el mes de agosto. Se lanzaría con un ataque realizado por las unidades de reserva estadounidenses en el área de Masan para proteger Chinju de la 6.a División norcoreana, seguida por un empuje más grande hacia el río Kum a mediados del mes. Una de las metas de Walker era romper una concentración sospechosa de tropas enemigas cerca del área de Taegu al obligar a desviar algunas de las unidades norcoreanas hacia el sur. El 6 de agosto, el Octavo Ejército entregó una directiva operacional para el ataque por la Fuerza de Tareas Kean, llamada así por el comandante de la 25. División de Infantería estadounidense, William B. Kean. La Fuerza de Tareas Kean consistía de la 25. División, menos el 27.o de Infantería y un batallón de artillería de campaña, además del 5.o Equipo de Combate Regimental y la 1.a Brigada Provisional de Infantería de Marina - una fuerza totalizando aproximadamente 20.000 soldados. El plan de ataque exigía que la fuerza se moviera hacia el oeste desde las posiciones mantenidas cerca de Masan, capturar el paso de Chinju y asegurar la línea tan lejos como el río Nam. Sin embargo, la ofensiva confiaba en la llegada de toda la 2.a División de Infantería, así como de tres batallones estadounidenses de tanques adicionales.
La Fuerza de Tareas Kean lanzó su ataque el 7 de agosto, moviéndose desde Masan. En el Notch, un paso norteño hacia la ciudad y el sitio de una batalla previa, el 35.o Regimiento de Infantería se encontró con 500 infantes norcoreanos y los derrotó. La Fuerza de Tareas se movió rápidamente hacia Pansong, infligiendo otras 350 bajas y aplastando el cuartel general de la 6.a División norcoreana. Sin embargo el resto del avance estadounidense fue demorado por la resistencia enemiga. La Fuerza de Tareas Kean presionó en el área de Chindong-ni, resultando en una confusa batalla donde la fragmentada fuerza tuvo que apoyarse en ataques aéreos y reabastecimiento por paracaídas para mantenerse efectiva. La ofensiva de Kean había colisionado con la ofensiva de la 6.a División norcoreana siendo ejecutada al mismo tiempo y que terminó en una batalla de encuentro.
Fuertes combates continuaron en el área durante tres días. Para el 9 de agosto, la Fuerza de Tareas Kean estaba lista para retomar Chinju. Ayudada por el poder aéreo, los estadounidenses inicialmente avanzaron rápidamente aunque la resistencia norcoreana fue grande. El 10 de agosto, los infantes de marina tomaron el avance, descubriendo inadvertidamente el 83.er Regimiento Motorizado norcoreano perteneciente a la 105.a División Blindada. Los F4U Corsair de la 1.er Ala de Aviación de la Infantería de Marina atacaron repetidamente a los norcoreanos que retrocedían, infligiendo 200 bajas y destruyendo aproximadamente 100 de los vehículos que equipaban al regimiento. Sin embargo, la 1.a Brigada Provisional de Infantería de Marina fue retirada de la fuerza el 12 de agosto para ser redesplegada en otra parte del perímetro. La Fuerza de Tareas Kean continuo avanzando apoyado por fuego de artillería naval y de artillería de campaña, capturando el área alrededor de Chondong-ni. Sin embargo, el Octavo Ejército solicitó varias de sus unidades para redesplegarlas en Taegu y usarlas en otra parte del frente, particularmente en la Saliente de Naktong

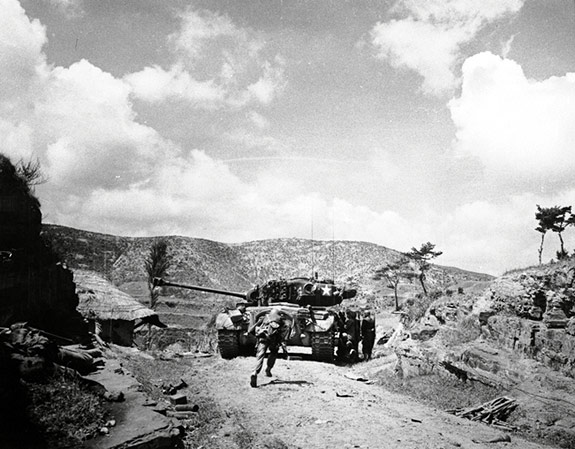
Tanque M26 Pershing estadounidense avanzando al oeste de Masan, 1950.

En un intento de mover los trenes divisionarios de la 25.a División de Infantería a través del valle estos quedaron incrustados en el barro durante la noche del 10 al 11 de agosto y fueron atacados en la mañana por los norcoreanos que habían expulsado a las fuerzas estadounidenses del terreno dominante. En la confusión, los blindados norcoreanos fueron capaces de penetrar los bloqueos de las carreteras y asaltar las posiciones de la artillería estadounidense que los estaba apoyando. El sorpresivo ataque fue exitoso ya que logró barrer con la mayor parte del 555.o y 90.o batallones de artillería de campaña, junto con la mayoría de su equipo. Tanto los blindados norcoreanos como estadounidenses inundaron el área y la aviación de la infantería de marina continuó proporcionando cobertura pero ninguno de ambos bandos fueron capaces de hacer ganancias apreciables a pesar de inflingirse mutuamente masivas cantidades de bajas. Las fuerzas estadounidenses fracasaron en volver a tomar las posiciones donde la artillería fue aplastada, sufriendo numerosas bajas en varios intentos fallidos para lograr eso. Inspecciones posteriores, cuando el área volvió a control estadounidense, descubrieron los cuerpos de 75 hombres, 55 del 555.o de Artillería de Campaña y 20 del 90.o de Artillería de Campaña, que habían sido ejecutados. La Fuerza de Tareas Kean fue forzada a retirarse hacia Masan, incapaz de mantener sus ganancias, y para el 14 de agosto se encontraban aproximadamente en la misma posición de donde había comenzado la ofensiva.
La Fuerza de Tareas Kean había fallado en su objetivo de distraer tropas norcoreanas desde el norte y también había fallado en su objetivo de alcanzar el paso Chinju. Sin embargo, se consideró que la ofensiva había aumentado significativamente la moral entre las tropas de la 25.a División de Infantería, quienes se desempeñaron extremadamente bien en encuentros subsecuentes. La 6.a División había sido reducida a entre 3.000 y 4.000 soldados y tuvo que rellenar sus filas con conscriptos surcoreanos de Andong. Los combates en la región continuaron durante el resto del mes.

### Saliente de Naktong
Aproximadamente a 7 millas (11 km) al norte de la confluencia de los ríos Naktong y Nam, el Naktong se curva hacia el oeste oponiéndose a Yongsan en un amplio giro semicircular. Durante la mayor parte de este trayecto, el río Naktong tiene aproximadamente 1312 pies (400 m) de ancho y 6 pies (1,8 m) de profundidad, permitiéndole a la infantería vadearlo con algo de dificultad pero impidiendo el cruce sin asistencia de vehículos. Este perímetro era vigilado por una red de puestos de observación en el terreno alto dominante donde las fuerzas estadounidenses de la 24.a División de Infantería, al mando del mayor general John H. Church, vigilaba el área del río. Fuerzas mantenidas en reserva contraatacarían cualquier intento de cruce realizado por las fuerzas norcoreanas. También se dispusieron posiciones de artillería y de morteros de tal forma que grandes cantidades de disparos podían ser lanzados contra cualquier punto en esa área. La división estaba dispersa en forma extremadamente delgada, incluso aunque está ya se encontraba con poca dotación, con lo que presentaba una línea extremadamente débil.

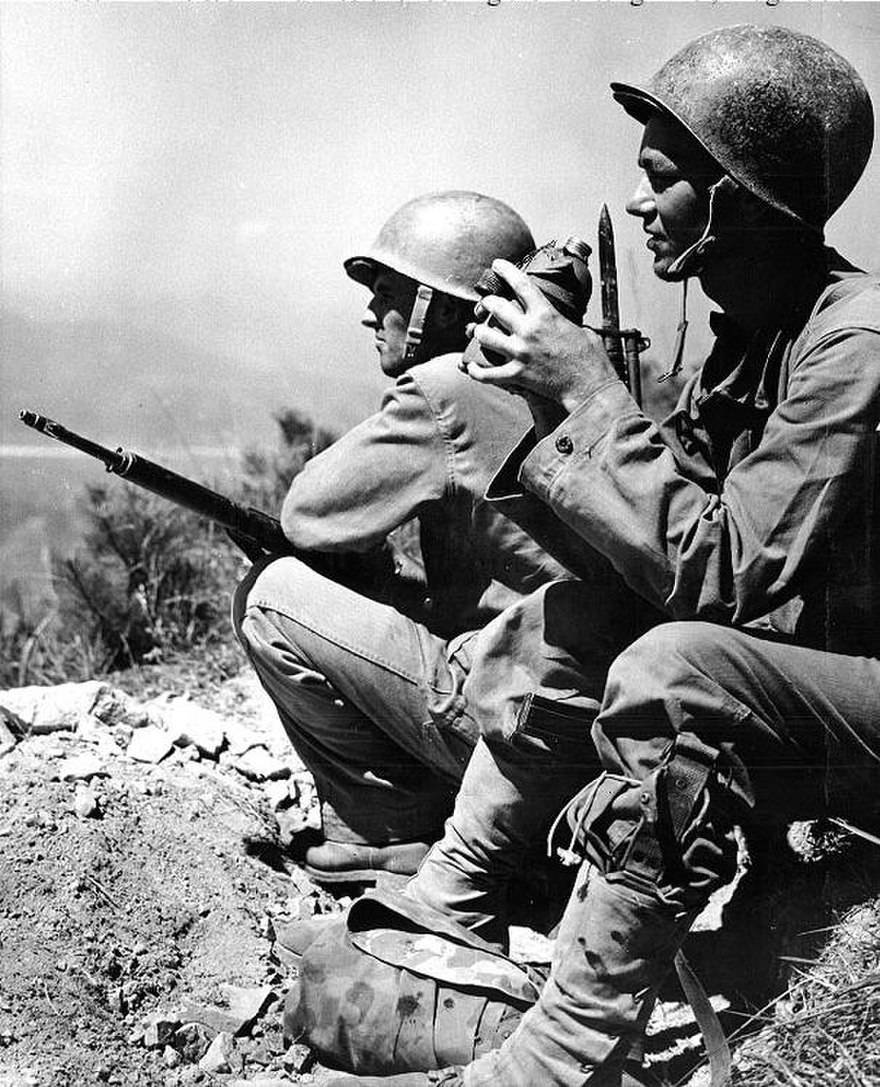
Infantes de marina estadounidenses montando guardia en una posición recientemente capturada desde la cual se puede vigilar el río Naktong, 19 de agosto de 1950.

#### Cruce norcoreano
A la medianoche del 5 al 6 de agosto, 800 soldados norcoreanos del 3.er Batallón, 16.o Regimiento, vadearon el río en el sitio del transbordador Ohang, a 3,5 millas (5633 m) al sur de Pugong-ni y al oeste de Yongsan, llevando armas ligeras y suministros sobre sus cabezas o en balsas. Una segunda fuerza intentó cruzar el río un poco más al norte pero fue atacado con ametralladoras y artillería, retrocediendo en confusión. A las 02:00 de la mañana del 6 de agosto, los norcoreanos comenzaron a atacar las fuerzas del 3.er Batallón, 34.o de Infantería, pero luego siguieron avanzando después de un corto combate, intentando penetrar las líneas hacia Yongsan. La infantería norcoreana forzó al 3.er Batallón a retroceder y el batallón estadounidense abandonó su puesto de mando para consolidar sus posiciones. El ataque norcoreano tomó por sorpresa a los estadounidenses, quienes estaban esperando un ataque de más al norte. Subsecuentemente los norcoreanos fueron capaces de capturar una gran cantidad de equipamiento estadounidense. El ataque amenazó dividir las líneas estadounidenses y cortar las líneas de abastecimiento hacia el norte.
El cuartel general regimental le ordenó al 1.er Batallón contraatacar a los norcoreanos. Una vez que el 1.er Batallón llegó al antiguo puesto de mando del 3.er Batallón fue emboscado por soldados norcoreanos en el terreno alto dominante. La Compañía C, la primera unidad del batallón en alcanzar el puesto de mando, sufrió fuertes pérdidas. Más de la mitad de la Compañía C fueron dados de baja en el combate. Las compañías A y B contraatacaron las posiciones norcoreanas con tanques y vehículos blindados, para finalmente rescatar a la asediada compañía C. Alrededor de las 20:00, la compañía A hizo contacto con la compañía L del 3.er Batallón, aún en sus posiciones vigilando el río, transmitiendo por radio que los norcoreanos habían penetrado al noreste del camino del río Yongsan-Naktong hacía una posición elevada conocida como Cloverleaf Hill, pero que aún no habían cruzado el sur del camino a Obong-ni Ridge. Los norcoreanos habían penetrado 3 millas (4828 m) al este de Naktong y a mitad de camino de Yongsan.
Los contraataques estadounidenses continuaron durante la mañana del 7 de agosto, pero los avances fueron lentos, obstaculizados por el clima caliente y la carencia de comida y agua. Los norcoreanos fueron capaces de presionar y avanzar retomando Cloverleaf Hill y Oblong-ni Ridge, terreno crítico a lo largo del camino principal en el área de la saliente. Para las 16:00 horas de ese día, el 9.o Regimiento de Infantería, 2.a División de Infantería, una unidad recientemente llegada, fue enviada a la región. Inmediatamente Church le ordenó atacar la saliente panhandle. Las tropas del 9.o de Infantería estaban frescas, bien equipadas y bien descansadas. Sin embargo, también eran inexperimentadas, ya que muchos de sus miembros eran reservistas. A pesar de un tenaz ataque, el 9.o de Infantería solo fue capaz de reganar parte de Cloverleaf Hill antes de que el intenso combate detuviera su avance.
Con el propósito de destruir la cabeza de puente norcoreana, Church organizó una gran fuerza al mando del 9.o Regimiento de Infantería. Denominada Fuerza de Tareas Hill, esta fuerza comprendía a los regimientos de infantería 9.o, 19.o y 34.o así como al 1.er Batallón, 21.o de Infantería, así como unidades de apoyo de artillería y otras unidades asignadas. Le fue ordenado expulsar a los norcoreanos de la ribera oriental del río el 11 de agosto. Al mando de la Fuerza de Tareas Hill estaba el coronel John G. Hill, el comandante del 9.o de Infantería.

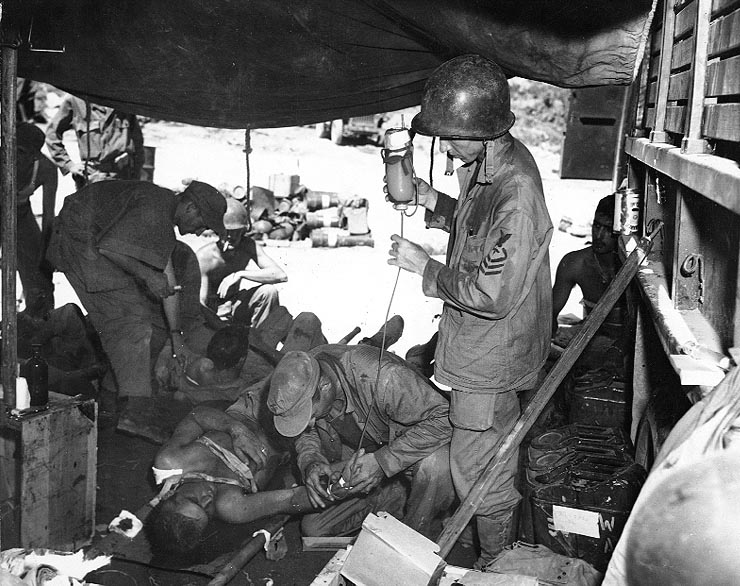
Infantes de marina estadounidenses atienden una baja traída desde la línea de batalla, 17 de agosto de 1950.

Mientras tanto, la 4.a División norcoreana había construido puentes sumergidos usando bolsas de arenas, troncos y rocas, finalizando el primero el día anterior. Por este puente hicieron cruzar el río camiones y artillería pesada, así como infantería adicional y unos pocos tanques. Para la mañana del 10 de agosto un estimado de dos regimientos norcoreanos habían cruzado el río y ocupaban posiciones fortificadas. Los suministros continuaron llegando usando balsas. La Fuerza de Tareas Hill montó su ataque, pero fue incapaz de hacer progresos debido a la recientemente llegada artillería norcoreana. Su orden de atacar rápidamente se convirtió en una de cavar y mantener el terreno y para el anochecer toda la 4.a División norcoreana había cruzado el río. El 10 de agosto algunas de estas unidades comenzaron a moverse hacia el sur, rodeando las líneas estadounidenses y flanqueando a la Fuerza de Tareas Hill. Al siguiente día, elementos dispersos de las fuerzas norcoreanas atacaron Yongsan. Las fuerzas norcoreanas atacaron repetidamente las líneas estadounidenses durante la noche, cuando los soldados estadounidenses estaban descansando y tenían mayor dificultad para resistir.

#### Derrota norcoreana
El 17 de agosto la 1.a Brigada Provisional de Infantería de Marina, en conjunto con la Fuerza de Tareas Hill, montó una masiva ofensiva contra Cloverleaf Hill y Obong-ni. Apoyados por aviones y artillería, la ofensiva partió a las 0800 del 17 de agosto. Las fuerzas estadounidenses lanzaron todo lo que tenían a su disposición contra las posiciones norcoreanas; artillería, morteros, ataques aéreos y tanques M26 Pershing apoyaron a la infantería y los infantes de marina.

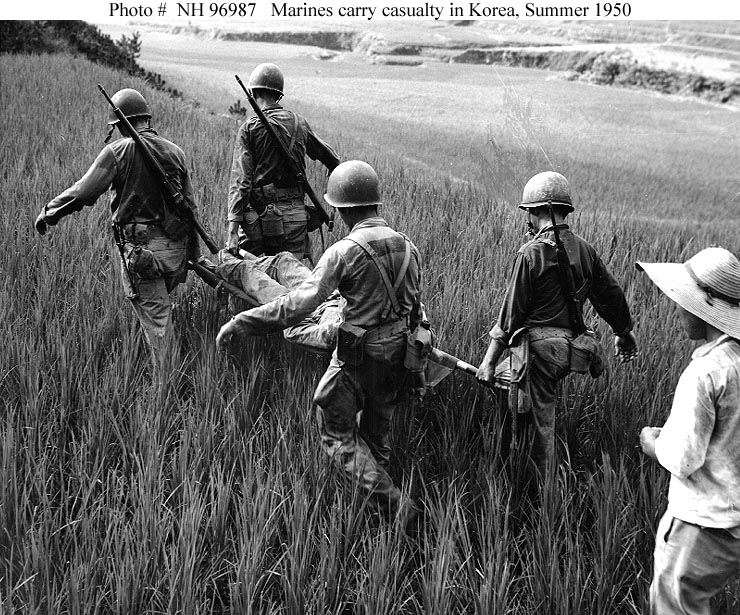
Infantes de marina llevan a un compañero herido en una camilla, agosto de 1950.

Al principio la tenaz defensa norcoreana detuvo el empuje de los infantes de marina. La artillería estadounidense tuvo que pasar por rastrillo Cloverleaf Hill y forzar a los norcoreanos fuera de sus posiciones antes que los infantes de marina y la Fuerza de Tareas Hill pudieran continuar hacia Obong-ni, para finalmente aplastar a los norcoreanos una colina a la vez. Primero destruyeron la resistencia en las laderas de Obong-ni con un ataque aéreo y una barrera realizada con tanques estadounidenses, pero la fuerte resistencia causó grandes cantidades de bajas en la fuerza de la infantería de marina, la que se retiró después de su primer ataque. El 18.o Regimiento norcoreano, a cargo de la colina, montó un desastroso contraataque a continuación con la esperanza de hacer retroceder a los infantes de marina. La táctica de la división de desconectarse de los suministros y de confiar en la sorpresa, la que había probado ser muy exitosa hasta ese momento de la guerra, ser perdió totalmente frente a la masiva superioridad material estadounidense.
Para el anochecer del 18 de agosto, la 4.a División norcoreana había sido aniquilada por las fuerzas estadounidenses; enormes cantidades de desertores habían mermado sus filas durante los combates, pero para ese momento, Obong-ni y Cloverleaf Hill habían sido retomadas por las fuerzas estadounidenses. Grupos dispersos de soldados norcoreanos huyeron a través del Naktong, perseguidos por aviones y fuego de artillería. Al siguiente día, los resto de la 4.a División se habían retirado por completo cruzando el río. En su apresurada retirada, ellos dejaron atrás una gran cantidad de piezas de artillería y equipo los cuales serían utilizados por los estadounidenses.

### Corredor oriental
El terreno a lo largo del frente surcoreano en el corredor oriental hacía el movimiento extremadamente difícil. Un camino principal iba desde Taegu 50 millas (80 km) al este, a P’ohang-dong en la costa oriental de Corea. El único camino principal norte-sur que cruzaba esta línea iba al sur desde Andong pasando por Yongch'on, a medio camino entre Taegu y P'ohang-dong. La única otra entrada natural que pasaba esta línea se encontraba en el pueblo de An'gang-ni, 12 millas (19 km) al oeste de P'ohang-dong, situado cerca de un valle que cruzaba el agreste terreno natural hacia el principal centro ferroviario ubicado en Kyongju, el que era un punto de organización para mover suministros hacia Taegu. Walker escogió no reforzar fuertemente el área ya que sentía que el terreno hacía que un ataque importante no fuera factible, prefiriendo responder a un ataque con refuerzos desde las rutas de transporte y la cubierta aérea proporcionada por el aeropuerto de Yongil, él que se encontraba al sur de P'ohang-dong.

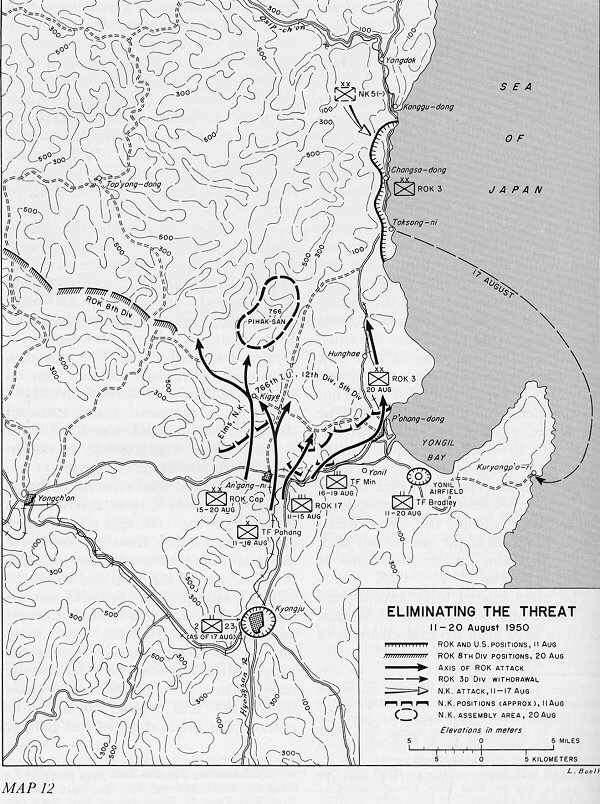
Unidades surcoreanas empujan a las fuerzas norcoreanas hacia el norte después de intensos combates, 11 al 20 de agosto de 1950.

#### Triple ofensiva
A principios de agosto, tres divisiones norcoreanas montaron ofensivas contra los tres pasos que existían en el área, con la 8.a División norcoreana atacando Yongch'on, la 12.a División norcoreana atacando P’ohang-dong y la 5.a División norcoreana, en conjunto con el 766.o Regimiento Independiente de Infantería, atacando An'gang-ni. El ataque de la 8.a División norcoreana se estancó casi de inmediato. La división se dirigió a Yongch'on desde Uiseong. Sin embargo, el ataque fracasó en llegar al corredor Taegu-P'ohang después de ser sorprendida y flanqueada por la 8.a División surcoreana. Estos combates fueron tan fuertes que la 8.a División norcoreana fue forzada defender sus posiciones durante una semana antes de intentar avanzar. Detenida nuevamente por la resistencia surcoreana, tuve que esperar por refuerzos. Sin embargo, los otros dos ataques fueron más exitosos, tomando a las fuerzas de las Naciones Unidas por sorpresa.
Al este de las divisiones 8.vas norcoreana y surcoreana, la 12.a División norcoreana cruzó el río Naktong River en Andong, moviendo tropas a través de las montañas en pequeños grupos para llegar a P'ohang-dong. La división estaba sin su dotación completa y al menos una de sus baterías de artillería había sido enviada al norte ya que no había munición para ella. Los planificadores de las Naciones Unidas no habían anticipado que la 12.a División sería capaz de cruzar el río en forma efectiva, así que no estaban preparados cuando estas fuerzas infiltraron la región tan fuertemente. Mientras tanto, la 3.a División surcoreana combatía fuertemente con la 5.a División norcoreana a lo largo del camino costero a P'ohang-dong. Los combates se centraron alrededor del pueblo de Yongdok, con cada lado capturando y recapturando el pueblo varias veces. El 5 de agosto, los norcoreanos lanzaron su ataque, nuevamente tomando el pueblo de manos de las fuerzas surcoreanas y empujándolas hacia el sur. A las 1930 del 6 de agosto, los surcoreanos lanzaron una contraofensiva para retomar el pueblo. Aviones y barcos estadounidenses bombardearon el pueblo con cohetes, napalm y proyectiles de artillería antes de que tropas surcoreanas de los regimientos surcoreanos 22.o y 23.o invadieran el pueblo. Sin embargo, las fuerzas de la 5.a División norcoreana fueron capaces de infiltrar el camino costero al sur de Yongdok en Hunghae. Eso rodeó efectivamente a la 3.a División surcoreana, atrapándola varios kilómetros por sobre P'ohang-dong. El 766.o Regimiento Independiente de Infantería avanzó alrededor de la 3.a División surcoreana y tomó el área alrededor de P'ohang-dong.
El 10 de agosto, el Octavo Ejército organizó la Fuerza de Tareas P'ohang, consistente de los regimientos 17.o, 25.o y 26.o surcoreanos así como el 1.er Batallón Antiguerrilla surcoreano, el Batallón de Infantería de Marina y una batería del 18. Batallón de Artillería de Campaña. A la fuerza de tareas le fue dada la tarea la misión de limpiar la región montañosa de fuerzas norcoreanas que hubiera allí. Al mismo tiempo, el Octavo Ejército formó la Fuerza de Tareas Bradley, consistente de elementos del 8.o Regimiento de Infantería, 2.a División de Infantería estadounidense bajo el mando del brigadier general Joseph S. Bradley, el comandante asistente de la 2.a División. A la Fuerza de Tareas Bradley le fue encargado con defender P'ohang-dong del 766.o Regimiento Independiente norcoreano que estaba infiltrando el pueblo. Lo que siguió fue una complicada serie de combates en una gran región alrededor de P'ohang-dong y An'gang-ni donde las fuerzas terrestres surcoreanas, ayudadas por la fuerza aérea estadounidense enfrentó a grupos de fuerzas norcoreanas operando alrededor de la vecindad. La 12.a División norcoreana estaba operando en el valle al oeste de P'ohang-dong y fue capaz de hacer retroceder a la Fuerza de Tareas P'ohang y la División Capital surcoreana, que se encontraba en la línea al este. Al mismo tiempo, el 766.o Regimiento de Infantería norcoreano y elementos de la 5.a División norcoreana combatieron contra la Fuerza de Tareas Bradley en y al sur de P'ohang-dong. El fuego de artillería naval estadounidense fue capaz de expulsar a las tropas norcoreanas del pueblo, pero este se convirtió en una tierra de nadie duramente disputada a la medida de que el combate se movió a las colinas circundantes.

#### Combate por P'ohang-dong

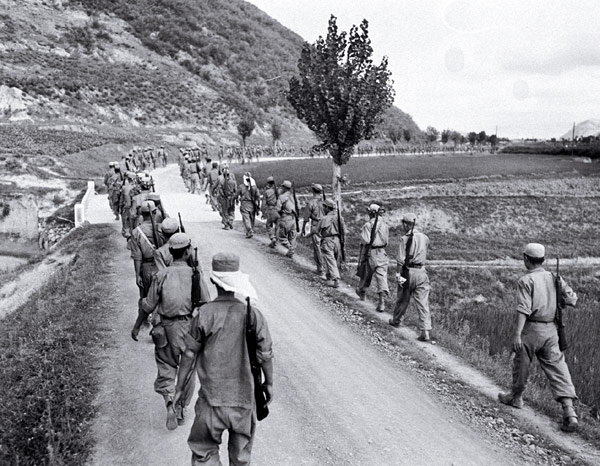
Tropas surcoreanas avanzan hacia la línea del frente cerca de P'ohang-dong.

Para el 13 de agosto, las tropas norcoreanas estaban operando en las montañas al oeste y suroeste del Aeródromo de Yongil. Los comandantes de las unidades de la fuerza aérea estadounidense, temerosos de un ataque enemigo, evacuaron los 45 F-51 Mustang pertenecientes al 39.o Escuadrón de Caza y al 40.o Escuadrón de Caza estadounidenses, contra los deseos del general MacArthur. En todo caso, el aeródromo permaneció bajo la protección de las fuerzas terrestres de las Naciones Unidas y nunca se vio bajo el fuego directo del enemigo. Los escuadrones fueron movidos a Tsuiki en la isla de Kyushu, Japón. Mientras tanto, la 3.a División surcoreana tuvo que evacuar sus posiciones después de ser rodeada por la 5.a División norcoreana. La división surcoreana fue forzada a retroceder más al sur hacia la villa de Changsa-dong, donde los planificadores de la Armada de Estados Unidos comenzaron las preparaciones para retirar a la división usando LST y DUKW. LA división navegaría 20 millas (32 km) al sur de la bahía de Yongil para unirse a otras fuerzas de las Naciones Unidas en un ataque coordinado para expulsar a los norcoreanos de la región. Esta evacuación fue realizada en la noche del 16 de agosto bajo la cubierta proporcionada por la Armada de Estados Unidos.
Para el 14 de agosto, las fuerzas más grandes de la 5.a y 12.a divisiones norcoreanas, así como el 766.o Regimiento Independiente, se enfocaron completamente en tomar P'ohang-dong. Sin embargo, ellas fueron incapaces de mantenerlo debido a la superioridad aérea y el bombardeo naval estadounidenses realizados contra el pueblo. La cadena de abastecimientos norcoreana había sido completamente rota y no había disponible más comida, munición y suministros. Las fuerzas de las Naciones Unidas comenzaron su contraofensiva final contras las detenidas fuerzas norcoreanas el 15 de agosto. Se produjeron intensos combates alrededor de P'ohang-dong durante varios días donde ambos bandos sufrieron grandes cantidades de bajas en batallas de ida y vuelta. Para el 17 de agosto, las fuerzas de las Naciones Unidas fueron capaces de expulsar a las tropas norcoreanos desde las regiones de Kyongju y An'gang-ni, poniendo el camino de abastecimiento a Taegu fuera de peligro inmediato. El 766.o Regimiento Independiente, reducido a 1.500 hombres, fue forzado a retirarse hacia el norte para impedir verse rodeado. La 12.a División norcoreana, también reducida a sólo 1.500 hombres, evacuó P'ohang-dong después de esto, habiendo sido diezmada por las fuertes bajas sufridas. Las dos unidades se fusionaron y recibieron reemplazos, resurgiendo como una 12.a División de 5.000 hombres. Para el 19 de agosto las fuerzas norcoreanas habían abandonado completamente la ofensiva.

### Taegu
Poco antes de que las batallas del Perímetro de Pusan comenzaran, Walker ubicó en Taegu el cuartel general del Octavo Ejército. Justo en el centro del Perímetro de Pusan, Taegu se ubicaba en la entrada del valle del río Naktong, un área donde las fuerzas norcoreanas podrían avanzar en grandes cantidades prestándose apoyo mutuo. Las barreras naturales creadas por el río Naktong al sur y el terreno montañoso al norte convergían alrededor de Taegu, que también era el principal centro concentrador de transporte y la última gran coudad surcoreana aparte de Pusan mismo en permanecer en manos de las Naciones Unidas. Desde el sur al norte, la ciudad estaba defendida por la 1.a División de Caballería estadounidense y la 1. División y 6.a División surcoreanas del II Cuerpo surcoreano. La 1.a División de Caballería fue dispersada por toda la línea a lo largo del río Naktong hacia el sur, con sus regimientos 5.o de Caballería y 8.o de Caballería cubriendo una línea de 24.000 metros a lo largo del río y el 7.o de Caballería en reserva junto con fuerzas de artillería, listos para reforzar cualquier lugar antes de que se pudiera intentar un cruce.

#### Avance hacia Taegu
Cinco divisiones norcoreanas se reunieron para atacar a las Naciones Unidas en Taegu; desde el sur al norte, la 10.a, 3.a, 15.a, 13.a, y la 1.a divisiones ocupaban una línea desde Tuksong-dong y alrededor de Waegwan a Kunwi. Los norcoreanos planearon utilizar el corredor natural del valle de Naktong desde Sangju a Taegu como su principal eje de ataque para el siguiente empuje hacia el sur. Elementos de la 105.a División Blindada también estaban apoyando el ataque.
En la noche del 4 al 5 de agosto, la 13.a División norcoreana comenzó a cruzar el río Naktong en Naktong-ni, a 40 millas (64 km) al noroeste de Taegu. El cruce no fue descubierto hasta el 5 de agosto cuando se solicitó fuego de artillería y de morteros surcoreanos contra el cruce. Los soldados norcoreanos vadearon el río llevando sus armas y equipo sobre sus cabezas. Los tres regimientos de la división cruzaron a pie y por balsa durante el curso de tres noches, con toda la división habiendo cruzado para el 7 de agosto. Esto fue realizado a varios kilómetros de las defensas preparadas por la 1.a División surcoreana. Las tropas surcoreanas atacaron a la 13.a División inmediatamente después de completar el cruce, forzando a los soldados norcoreanos a dispersarse en las montañas. La división se reorganizó al este y lanzó un ataque nocturno coordinado, rompió las defensas surcoreanas, y comenzó un avance que la llevó a 20 millas (32 km) al sureste de Naktong-ni en el camino principal a Taegu. Dentro de una semana, la 1.a y 13.a divisiones norcoreanas estaban convergiendo hacia el área de Tabu-dong, aproximadamente a 15 millas (24 km) al norte de Taegu.
La 15.a División norcoreana, la siguiente en la línea hacia el sur de las divisiones norcoreanas, recibió 1.500 reemplazos en Kumch'on el 5 de agosto, lo que llevó su dotación a aproximadamente 6.500 hombres. Al siguiente día su 45.o Regimiento marchó hacia el noreste en dirección al río Naktong. El regimiento pasó a través de Sonsan el 7 de agosto y cruzó el río al sureste de ese pueblo, mientras se encontraba bajo ataque por aviones de las Naciones Unidas. Una vez cruzado el río, el regimiento se dirigió hacia las montañas, inicialmente no encontrando resistencia de las Naciones Unidas. Los otros dos regimientos, el 48.o y el 50.o, salieron más tarde desde Kumch'on y comenzaron a cruzar el Naktong entre Indong y Waegwan antes del amanecer del 8 de agosto, construyendo puentes sumergidos para sus vehículos. Los norcoreanos apoyaron este cruce usando el fuego directo de tanques desde el lado occidental del río. Estos tanques lograron cruzar exitosamente el río durante el día. La 15.a División norcoreana capturó las colinas 201 y 346 en el lado oriental del río en el lugar del cruce, antes de avanzar hacia el este en las montañas hacia Tabu-dong, a 7 millas (11 km) de distancia. Al siguiente día, la 1.a División surcoreana recapturó el terreno dominante en los sitios de cruce, forzando a las fuerzas norcoreanas a retroceder más hacia el este en las montañas. Entre el 12 y 16 de agosto, los tres regimientos de la 15.a División norcoreana se reunieron en lado oriental del río Naktong en la vecindad de Yuhak-san, a 5 millas (8 km) al este del sitio del cruce y a 3 millas (5 km) al noroeste de Tabu-dong. La 15.a División norcoreana rápidamente entró en combate en Yuhak-san con la 1.a División surcoreana.

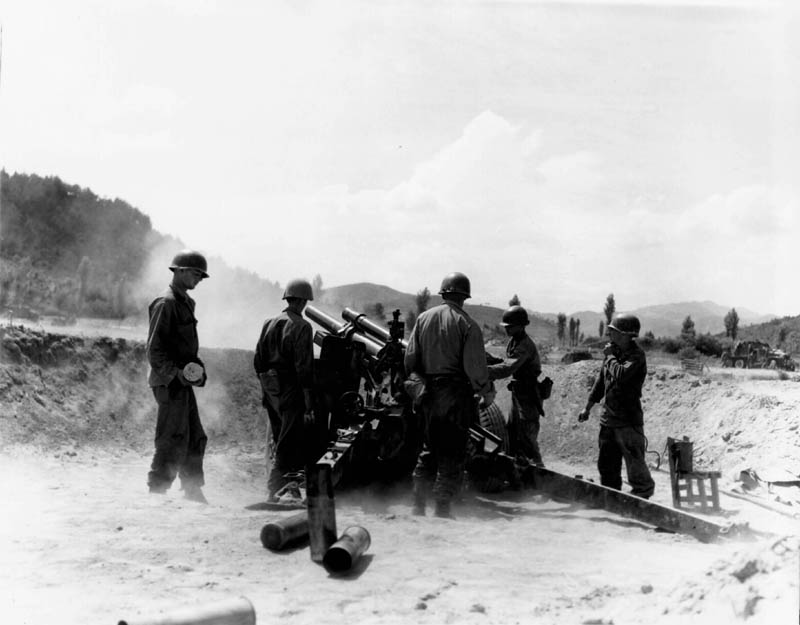
Artillería estadounidense cerca de Waegwan dispara contra tropas norcoreanas que intentaban cruzar el río Naktong.

#### Triangulation Hill
Al sur de Waegwan, otras dos divisiones norcoreanas adicionales esperaban listas para cruzar el Naktong en un ataque coordinado con las divisiones del norte. La experimentada 3.a División norcoreana estaba concentrada en la vecindad de Songju, mientras la novata 10.a División norcoreana estaba concentrada en el área de Koryong. Estas dos divisiones cruzaron en la línea mantenida por la 1.a División de Caballería. El 7.o Regimiento de la 3.a División norcoreana comenzó a cruzar el Naktong a aproximadamente las 0300 del 9 de agosto cerca de Noch'on, a 2 millas (3 km) al sur del puente de Waegwan bridge. Descubiertos mientras cruzaban, elementos del 5.o Regimiento de Caballería estadounidense dirigieron el fuego de armas automáticas contra los norcoreanos y solicitaron fuego de artillería preregistrado contra el sitio del cruce. Aunque el regimiento enemigo sufrió algunas bajas, el grueso de este logró llegar a la orilla este en forma segura y se movió tierra adentro hacia las colinas. Treinta minutos más tarde, el 8.o y 9.o regimientos comenzaron a cruzar el río al sur. El 5.o Regimiento de Caballería y todos sus morteros y artillería de apoyo, ahora totalmente alertados, ubicaron y diezmaron los dos regimientos enemigos y los hicieron retroceder hacia la orilla oeste. Solo una pequeña cantidad de norcoreanos alcanzaron el lado oriental donde o fueron capturados o se escondieron hasta volver a cruzar el río a la siguiente noche.
Al amanecer del 9 de agosto, el comandante de la 1.a División de Caballería el mayor general Hobart R. Gay en Taegu se enteró del cruce enemigo en su sector de la división al sur de Waegwan. Como los primeros informes eran vagos, él decidió no actuar hasta que él tuviera más antecedentes sobre la situación. Rápidamente descubrió que alrededor de 750 infantes norcoreanos se habían agrupado alrededor de la Colina 268, también conocida como Triangulation Hill (en castellano: Colina Triangulación), que estaba a 3 millas (5 km) al sureste de Waegwan y a 10 millas (16 km) al noroeste de Taegu. Gay ordenó a su división para contraatacar al enemigo agrupándose para forzarlos a cruzar el río. Él y Walker creían que el ataque norcoreano podría ser una finta y que un ataque más grande podría venir desde el norte. Además, la colina era importante por su proximidad a las líneas de comunicación. La principal carretera norte-sur coreana y la principal línea ferroviaria de doble pista Seúl-Pusan bordeaba su base.
A las 1200 la artillería estadounidense inició una barrera de preparación contra la Colina 268, después de la cual el 1.er Batallón atacó, con órdenes de continuar al suroeste hacia la Colina 154. La Colina 268 estaba cubierta de gruesos arbustos de una alto de 4 pies (1 m) y de árboles de entre 8 pies (2 m) y 10 pies (3 m) de alto. Los norcoreanos rechazaron el ataque. A la siguiente mañana, el 10 de agosto, ataques aéreos y barreras de artillería fueron lanzados contra la Colina 268, devastando al batallón norcoreano. Atrapados entre las bombas aéreas y los proyectiles de artillería, ellos comenzaron a evacuar sus posiciones. Una ataque de infantería estadounidense logró alcanzar la cima de la colina sin problemas y la batalla había terminado para las 1600. El fuego de la artillería y de los morteros estadounidenses cambió hacia el occidente para cortar la retirada norcoreana. Proyectiles de fósforo blanco disparados por el 61.er Batallón de Artillería de Campaña atraparon a los norcoreanos en una villa cuando intentaban retroceder y fueron diezmados por la infantería estadounidense, sufriendo más de 200 muertos. Esa tarde el 1.er Batallón, 7.o de Caballería, pasó a ser la reserva divisional, y elementos del 5.o de Caballería finalizaron de asegurar la Colina 268. Un estimado de 300 sobrevivientes retrocedieron cruzando el río en la noche del 10 al 11 de agosto. El intento de la 3.a División norcoreana de cruzar el Naktong al sur de Waegwan había finalizado en una catástrofe. Cuando los supervivientes del 7.o Regimiento se reunieron con la división aproximadamente el 12 de agosto, la una vez poderosa 3.a División estaba reducida a una desorganizada unidad de aproximadamente 2.500 hombres. El ejército norcoreano puso la división en la reserva para reconstruirla con reemplazos.

#### Yongp'o
El plan norcoreano para el ataque contra Taegu desde el oeste y del suroeste requería que la 10.a División norcoreana hiciera un ataque coordinado con la 3.a División norcoreana. A la 10.a División le fue ordenado cruzar el río Naktong en la vecindad de Tuksong-dong, penetrar hacia el este y cortar la ruta principal de abastecimiento de las fuerzas de las Naciones Unidas desde Pusan a Taegu. La división se organizó en el área de Koryong el 11 de agosto. Más al norte, el 25.o Regimiento norcoreano, un componente de la 10.a División, inició el cruce del Naktong a aproximadamente las 0300 del 12 de agosto, en la vecindad de Tuksong-dong, en el camino Koryong-Taegu. El 2.o Batallón, 7.o Regimiento de Caballería, cubría este sitio del cruce, el que estaba a 14 millas (23 km) al suroeste de Taegu. Al amanecer, una fuerza norcoreana de entre 300 a 400 hombres había penetrado en Wich'on-dong y la Compañía H del 2.o Batallón se involucró en un combate cerrado. En un ataque de granadas y armas automáticas, los norcoreanos sobrepasaron las posiciones avanzadas de la compañía, el puesto de observación de los morteros y las posiciones de las ametralladoras pesadas. Aparentemente los norcoreanos estaban intentando controlar el terreno alto dominante al este de Yongp'o con la idea de proporcionar protección para el cruce principal que los seguiría. Sin embargo, para las 0900, el 2.o Batallón, apoyado por el 77.o Batallón de Artillería de Campaña y por ataques aéreos, rechazó a las tropas norcoreanas hacia Yongp'o y las dispersó.
En los tres días entre el 10 al 12 de agosto el río Naktong River bajó 3 pies (1 m) su nivel y se podía vadear con una profundidad a la altura del hombro en muchos lugares debido a la falta de lluvias. Esto hizo que cualquier intento de cruzar el río fuera considerablemente más fácil. Un cruce más determinado por parte de los norcoreanos en la vecindad del destruido puente entre Tuksong-dong y Yongp'o se inició en la mañana del 14 de agosto. Fuego de artillería y tanques norcoreanos desde el lado occidental del río apoyaron el cruce de la infantería. Una gran cantidad de refuerzos norcoreanos cruzaron en barcazas cerca del puente, mientras se encontraban bajo el fuego de ataques aéreos y de artillería estadounidenses. Este ataque también fue detenido, con la penetración norcoreana más profunda llegando a Samuni-dong, 1,5 millas (2414 m) más allá del puente destruido. Allí el fuego combinado de armas ligeras, morteros y artillería estadounidenses los obligó a retroceder al río. Para las 1200, grandes grupos de norcoreanos estaban tratando de retroceder cruzando el río nuevamente hacia el lado occidental a medida que la artillería estadounidense continuaba cayendo sobre ellos, causándoles fuertes bajas. Para el anochecer, el 7.o Regimiento de Caballería había eliminado la cabeza de puente norcoreana en Yongp'o. El 7.o Regimiento de Caballería estimó que de los 1.700 soldados norcoreanos que lograron cruzar el río, 1.500 fueron muertos. En su primera misión de combate, el cruce del Naktong, la 10.a División sufrió 2.500 bajas.

#### Bombardeo de saturación
En las montañas al noreste de Waegwan y de la Colina 303, la 1.a División surcoreana continuó enfrentando ataques norcoreanos hasta mediados de agosto. La presión norcoreana contra la división surcoreana nunca dejó de existir por mucho tiempo. Bajo el mando del brigadier general Paik Sun Yup, esta división combatió una extremadamente sangrienta defensa de las aproximaciones montañosas a Taegu. Los planificadores estadounidenses creían que el principal ataque norcoreano vendría desde el oeste y por eso acumularon sus fuerzas al oeste de Taegu. Creyendo erróneamente que aproximadamente 40.000 soldados norcoreanos estaban cerca de Taegu. Esta cifra era superior a la cantidad real de soldados norcoreanos, quienes tenían solo 70.000 hombres a lo largo del todo el perímetro.

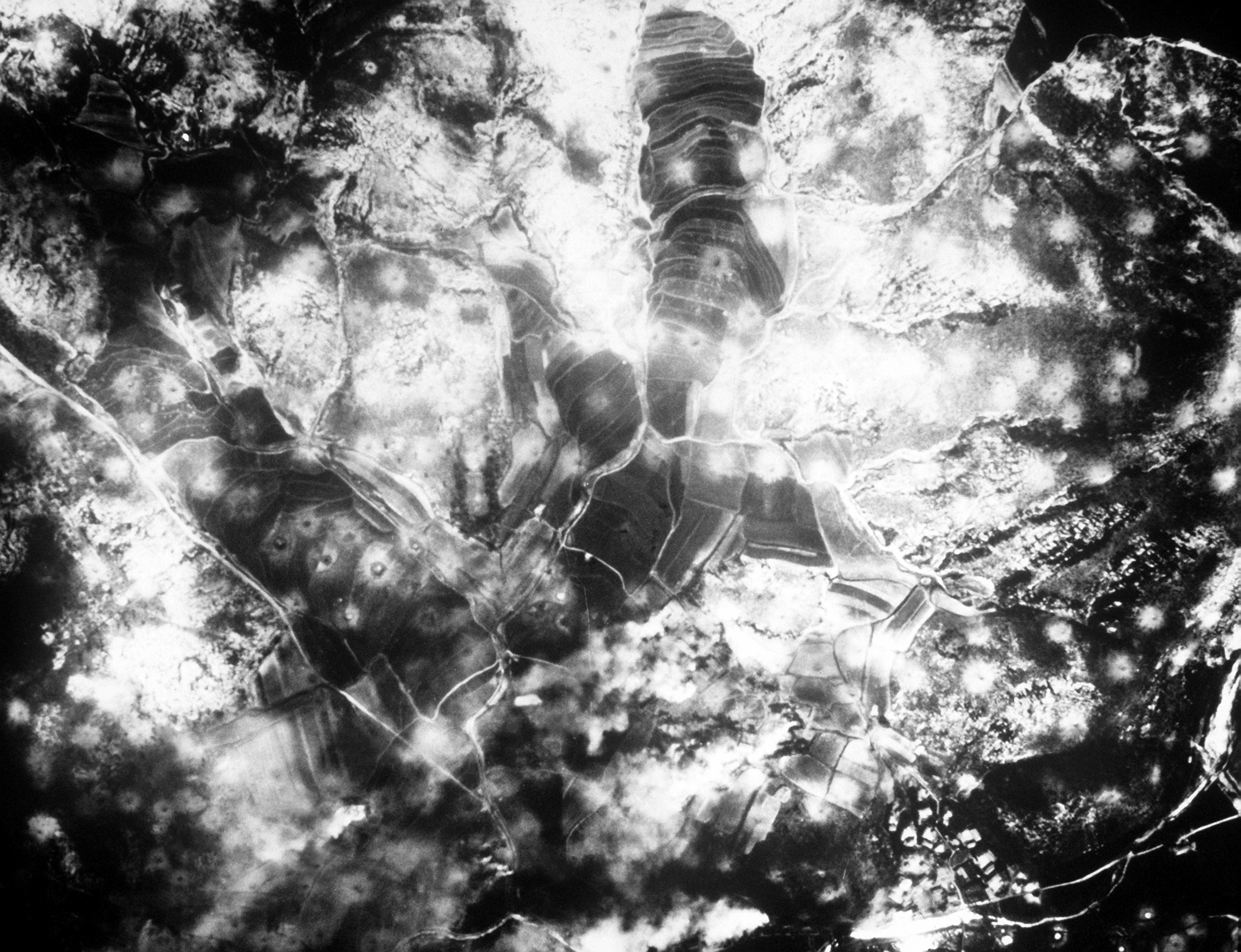
Bombarderos de la Fuerza Aérea de Estados Unidos dejando caer bombas cerca de Waegwan.

El 14 de agosto, el general MacArthur le ordenó al teniente general George E. Stratemeyer realizar un bombardeo de saturación de un área rectangular de 70 km² (27 millas cuadradas) en el lado occidental del río Naktong al frente de la 1.a División surcoreana. Estimaciones de inteligencia ubicaban la concentración de tropas enemigas más grande en esta área, con algunas estimaciones siendo tan altas como de cuatro divisiones enemigas y varios regimientos blindados. Además, se informó que 40.000 hombres estaban el área para preparar su ataque contra Taegu. Stratemeyer pensaba que sus aviones no podrían realizar un bombardeo de saturación exitoso de un área que fuera superior a 7,8 km² (3 millas cuadradas) pero de todas formas acató la orden de MacArthur. A las 1158 del 16 de agosto, bombarderos volando a una altitud de 10 000 pies (3048 m) dejaron caer en el área aproximadamente 960 toneladas de bombas de 500 libras (227 kg) y de 1000 libras (454 kg). El ataque utilizó todo el componente de bombardeo de la FEAF y estos dejaron caer 3.084 bombas de 500 libras (227 kg) y 150 bombas de 1000 libras (454 kg). Esta fue la operación más grande de la Fuerza Aérea desde la Batalla de Normandía durante la Segunda Guerra Mundial.
Al siguiente día Walker informó a MacArthur que el daño hecho a los norcoreanos por el bombardeo no podía ser evaluado debido al humo y al polvo, y a que las fuerzas terrestres fueron incapaces de llegar al área debido al fuego de los norcoreanos. Información obtenida posteriormente a partir de prisioneros norcoreanos revelaron que las divisiones enemigas que el Comando de Extremo Oriente pensaba que aún se encontraban al oeste del Naktong en realidad ya hbían cruzado al lado oriental de este y no se encontraban en el área bombardeada. No se encontró ninguna evidencia de que el bombardeo matara aunque sea a un solo soldado norcoreano. Sin embargo, el bombardeo aparentemente destruyó una cantidad significativa de baterías de artillería norcoreanas, ya que el fuego de artillería contra posiciones de las Naciones Unidas disminuyó substancialmente después de esta misión de bombardeo. Los comandantes terrestres y aéreos de las Naciones Unidas se opusieron a futuros ataques de bombardeo de saturación contra tropas tácticas enemigas a menos que existiera información precisa sobre la concentración enemiga y que la situación fuera crítica. Como alternativa, ellos recomendaron que cazabombarderos y bombarderos en picada darían mejor apoyo a las fuerzas terrestres. Posteriormente ellos cancelaron un segundo bombardeo contra un área al este del Naktong, programado para el 19 de agosto.

## Empuje de septiembre

Mapa de la línea defensiva de Naktong, septiembre de 1950.

El Ejército Norcoreano había sido llevado más allá de sus límites y muchas de las unidades originales estaban a una fuerza y efectividad muy reducidas para el final de agosto. Los problemas logísticos acosaban a los norcoreanos, quienes estaban devastados por escasez de comida, armas, equipo y tropas de reemplazo. Para finales de agosto, el comando de las Naciones Unidas tenía más tropas de combate en Corea que los norcoreanos, y la superioridad de las Naciones Unidas en el aire y en el mar significaba que estos estaban una desventaja que crecía diariamente. Las pérdidas norcoreanas de tanques habían sido centenares y tenía menos de 100 tanques para el 1 de septiembre, comparados a los 600 tanques que poseían los estadounidenses. Para el final de agosto la única ventaja restante que tenían los norcoreanos era la iniciativa. Sin embargo, las tropas norcoreanos mantenían una alta moral y suficientes abastecimientos para permitirles una ofensiva a gran escala.
Al planear esta nueva ofensiva, los comandantes norcoreanos decidieron que cualquier intento de flanquear a la fuerza de las Naciones Unidas era imposible gracias al apoyo de la Armada de Estados Unidos. Como alternativa, ellos optaron por usar ataques frontales para romper el perímetro y hacerlo colapsar, como la única esperanza de alcanzar el éxito. Con inteligencia provista por la Unión Soviética, los norcoreanos sabían que las fuerzas de las Naciones Unidas se estaban acumulando a lo largo del Perímetro de Pusan y que ellos pronto debían realizar una ofensiva o perderían la batalla. Un objetivo secundario era rodear Taegu y destruir las unidades de las Naciones Unidas y surcoreanas que se encontraran al interior de la ciudad. Como parte de esta misión, las unidades norcoreanas primero intentarían cortar las líneas de suministros hacia Taegu.
Los planificadores norcoreanos aumentaron su fuerza anticipando una nueva ofensiva. El ejército, originalmente con 10 divisiones en dos cuerpos, fue agrandado a 14 divisiones con varias brigadas independientes. Las nuevas tropas fueron obtenidas desde las fuerzas de reserva basadas en Corea del Norte. El mariscal Choe Yong-gun era el vicecomandante del ejército norcoreano, con el general Kim Chaek a cargo en el Cuartel General del Frente. Bajo ellos estaban el II Cuerpo norcoreano en el este, al mando del teniente general Kim Mu-chong, y el I Cuerpo norcoreano en el oeste, al mando del teniente general Kim Ung. El II Cuerpo controlaba a las 10.a, 2.a, 4.a, 9.a, 7.a y 6.a divisiones norcoreanas así como a la 105.a División Blindada, con la 16.a Brigada Blindada norcoreana y la 104.a Brigada de Seguridad norcoreana apoyándolos. El I Cuerpo controlaba a las 3.a, 13.a, 1.a, 8.a, 15.a, 12.a y 5.a divisiones norcoreanas con la 17.a Brigada Blindada norcoreana en apoyo. Esta fuerza totalizaba aproximadamente 97.580 hombres, aunque un tercio estaba compuesto por reclutas inexpertos, conscriptos forzados originarios de Corea del Sur y carecían de armas y equipos. Para el 31 de agosto estaban enfrentando una fuerza de las Naciones Unidas de 120 000 tropas de combate además de 60 000 tropas de apoyo.
El 20 de agosto, el mando norcoreano entregó una orden de operaciones a sus unidades subordinadas. Estas órdenes requerían un ataque simultáneo de cinco puntas contra las líneas de las Naciones Unidas. Esto sobrepasaría a los defensores de las Naciones Unidas y les permitiría a los norcoreanos romper las líneas por lo menos en un lugar para hacer retroceder a las fuerzas de las Naciones Unidas. Cinco grupos de batalla se ordenaron como sigue:
1. Las 6.a y 7.a divisiones norcoreanas romperían a través de la 25.a División de Infantería estadounidense en Masan.
2. Las 9.a, 4.a, 2.a y 10.a divisiones norcoreanas romperían a través de la 2.a División de Infantería estadounidense en la Saliente de Naktong en dirección de Miryang y Yongsan.
3. Las 3.a, 13.a y 1.a divisiones norcoreanas romperían a través de la 1.a División de Caballería estadounidense y la 1.a División surcoreana en Taegu.
4. Las 8.a y 15.a divisiones norcoreanas romperían a través de las 8.a y 6.a divisiones surcoreanas en Hayang y Yongch'on.[182]
5. Las 12.a y 5.a divisiones norcoreanas romperían a través de las divisiones Capital y 3.a surcoreanas en P'ohang-dong y Kyongju.

El 22 de agosto, el premier norcoreano Kim Il-sung ordenó que la guerra se terminara para el 1 de septiembre, pero la escala de la ofensiva no permitió que esto fuera posible. Los grupos 1 y 2 debían comenzar sus ataques a las 2330 del 31 de agosto, y los grupos 3, 4 y 5 comenzarían sus ataques a las 1800 del 2 de septiembre. Los ataques estaba estrechamente conectados con el propósito de abrumar a las tropas de las Naciones Unidas en cada punto en forma simultánea, forzando los rompimientos en múltiples lugares para que las Naciones Unidas fueran incapaces de reforzarlos. También los norcoreanos confiaban principalmente en ataques nocturnos para contrarrestar las principales ventajas de las Naciones Unidas en superioridad aérea y poder de fuego naval. Los generales norcoreanos pensaban que tales ataques nocturnos impedirían a las fuerzas de las Naciones Unidas disparar en forma efectiva y resultarían en grandes cantidades de bajas de las Naciones Unidas por fuego amigo.
Los ataques tomaron por sorpresa a los planificadores y a las tropas de las Naciones Unidas. Para el 26 de agosto, las tropas de las Naciones Unidas creían que ellos habían destruido la última amenaza seria para el perímetro y anticipaban que la guerra terminaría para finales de noviembre. Mientras tanto, las unidades surcoreanas sufrían de baja moral debido a sus fallas para defender efectivamente hasta ese punto del conflicto. Un cauto teniente general Walker ordenó al mayor general John B. Coulter que fuera al área de P'ohang-dong para reforzar al I Cuerpo surcoreano, que se estaba desarmando debido a su baja moral. Las tropas de las Naciones Unidas se estaban preparando para la Operación Chromite, un asalto anfibio contra el puerto de Inchon a realizarse el 15 de septiembre y no anticiparon que los norcoreanos montarían una ofensiva seria antes de esa operación.
La Gran Ofensiva de Naktong fue uno de los combates más brutales de la guerra de Corea. Inicialmente los norcoreanos fueron exitosos en atravesar las líneas de las Naciones Unidas en múltiples lugares e hicieron substanciales ganancias al rodear y hacer retroceder a unidades de las Naciones Unidas. Entre el 4 y 5 de septiembre la situación era tan mala para las tropas de las Naciones Unidas que el Octavo Ejército estadounidense y el Ejército surcoreano movieron sus cuarteles generales desde Taegu a Pusan para prevenir que fueron sobrepasados y perder su equipo de comunicaciones pesados, aunque Walker permaneció en Taegu con un pequeño destacamento adelantado. También se hicieron los preparativos de los sistemas logísticos para una retirada a un perímetro defensivo más pequeño llamado la "Línea Davidson". Sin embargo, para el 6 de septiembre, Walker decidió que otra retirada no sería necesaria.
La ofensiva de cinco puntos llevó a que se produjeran fuertes combates alrededor de Haman, Kyongju, Saliente de Naktong, río Nam, Yongsan, Tabu-Dong y Ka-san. Los ataques norcoreanos hicieron apreciables ganancias y forzaron a las tropas de las Naciones Unidas a lo largo del Perímetro de Pusan a forma una delgada línea defensiva, confiando en reservas móviles para reforzar y hacer retroceder a los atacantes norcoreanos. Entre el 1 y 8 de septiembre estos combates fueron intensos y la batalla fue un muy costoso punto muerto para los dos sobreextendidos ejércitos. Para el 15 de septiembre, las tropas norcoreanas fueron tomadas por sorpresa por la ejecución de la Operación Chromite y aquellas fuerzas que permanecían intactas después de 15 días de combate fueron forzadas a retroceder en total desbandada. Resistencia aislada norcoreana continuo hasta el 18 de septiembre, pero en esa fecha las tropas de las Naciones Unidas estaban lanzando una ofensiva de rompimiento a toda escala y en persecución de las unidades norcoreanas en retirada hacia el norte, finalizando el combate alrededor del Perímetro de Pusan.

## Consecuencias

El Perímetro de Pusan al 15 de septiembre. La flecha azul indica la batalla de Incheon, la que finalizó el ataque contra el perímetro.

Se otorgaron 17 Medallas de Honor a soldados estadounidenses durante los combates. El mayor de la Fuerza Aérea de Estados Unidos Louis J. Sebille fue la única persona de su rama en recibir la medalla. Los galardonados del Ejército de Estados Unidos incluyeron al sargento maestro Melvin O. Handrich, al soldado de primera Melvin L. Brown, al cabo Gordon M. Craig, al soldado de primera Joseph R. Ouellette, al sargento primero Ernest R. Kouma, al sargento maestro Travis E. Watkins, al teniente primero Frederick F. Henry, al soldado de primera Luther H. Story, al sargento primero Charles W. Turner, al soldado de primera David M. Smith, al sargento primero Loren R. Kaufman, y al soldado de primera William Thompson. Al sargento William R. Jecelin y al cabo John W. Collier también fueron galardonados con la medalla durante la ofensiva de rompimiento. A un soldado de la Commonwealth también le fue otorgada la Cruz Victoria durante la ofensiva de rompimiento, el mayor Kenneth Muir.

### Bajas
Durante el curso de la batalla, tanto las fuerzas de las Naciones Unidas como de Corea del Norte sufrieron masivas cantidades de bajas. El 5.° Equipo Regimental de Combate tuvo 269 muertos, 574 heridos y 4 capturados durante la batalla. La 1.ª División de Caballería estadounidense sufrió 770 muertos, 2613 heridos y 62 capturados. La 2.ª División de Infantería sufrió 1120 muertos, 2563 heridos, 67 capturados y 69 perdidos en acción. La 24.ª División de Infantería sufrió 402 muertos, 1.086 heridos, 5 capturados y 29 perdidos en acción. El 29.º Equipo Regimental de Combate sufrió 86 muertos, 341 heridos, 1 capturado y 7 perdidos en acción. La 25.ª División de Infantería sufrió 650 muertos, 1.866 heridos, 4 capturados y 10 perdidos. Con otras unidades no divisionales, la cantidad total de bajas sufridas por el Ejército de Estados Unidos durante la batalla fueron 3390 muertos, 9326 heridos, 97 capturados (9 de los cuales murieron en cautiverio) y 174 perdidos, alcanzando un total de 12 987 bajas. El Cuerpo de Marines de los Estados Unidos sufrió 185 muertos, la Armada de Estados Unidos sufrió 14 muertos y la Fuerza Aérea de Estados Unidos sufrió 53 muertos. Otros 736 fueron muertos, 2.919 heridos y 12 perdidos durante la ofensiva de rompimiento del perímetro. La cantidad oficial de bajas estadounidenses fueron de 4.599 muertos, 12.058 heridos, 2.701 perdidos, 401 capturados. Las cantidades de bajas surcoreanas son casi imposibles de estimar, pero se sabe que al menos son el doble de la cantidad de bajas de las Naciones Unidades, o al menos 40.000. También Estados Unidos perdió 60 tanques en el combate, llevando el total de pérdidas en la guerra a esa fecha a 136.
También ocurrió una pequeña cantidad de bajas británicas en la campaña, incluyendo 5 soldados muertos. El marinero J.W. Addison fue la primera baja en Pusan, muerto el 23 de agosto a bordo del HMS Comus cuando el buque fue atacado por aviones norcoreanos. El 29 de agosto, el teniente comandante I. M. MacLachlan, comandante del 800 Naval Air Squadron, murió en un accidente de aviación a bordo del HMS Triumph. Adicionalmente, tres soldados británicos de la 27.a Brigada fueron muertos cerca de Taegu; el soldado Reginald Streeter murió el 4 de septiembre y el capitán C. N. A. Buchanan y el soldado T. Taylor murieron en 6 de septiembre. Otros 17 soldados británicos fueron heridos en el área.
Dos corresponsales de guerra fueron muertos en la campaña, Ian Morrison, un periodista del The Times y Christopher Buckley, un periodista del The Daily Telegraph, fueron muertos el 13 de agosto cerca de Waegwan cuando su vehículo pisó una mina. También un oficial de las fuerzas armadas de India murió en el incidente, el coronel Manakampat Kesavan Unni Nayar, un representante de la Comisión de las Naciones Unidas sobre Corea.
Las bajas norcoreanas durante la batalla son casi imposibles de estimar con precisión debido a la falta de registros. Es difícil determinar cuántos ciudadanos surcoreanos fueron reclutados a la fuerza durante la batalla y cuántos desertaron en vez de ser muertos. Los combates más grandes destruyeron regimientos completos e incluso divisiones de tropas norcoreanas, y su tamaño tenía que ser estimado basado en informes de norcoreanos capturados por las Naciones Unidas. El 1 de septiembre, el ejército norcoreano tenía aproximadamente 97.850 soldados en Corea del Sur y se sospecha que al menos un tercio de estos eran conscriptos surcoreanos forzados. Posterior a la batalla del Perímetro de Pusan, sólo entre 25.000 o 30.000 de estos regresaron a Corea del Norte para finales del mes. Más de un tercio de la fuerza atacante fueron bajas en los combates. Esto significaría que las bajas norcoreanas entre el 1 y 15 de septiembre podrían ir aproximadamente entre 36.000 y 41.000 muertos y capturados, con una cantidad desconocida de heridos. Con la adición de 5.690 muertos en Bowling Alley, 3.500 en la Saliente de Naktong, al menos 3.700 en Taegu y una cantidad desconocida en P'ohang-dong antes del 1 de septiembre, es probable que las bajas norcoreanas alcanzaran entre 50.000 y 60.000 hacia el final de la batalla. Ellos también perdieron 239 tanques T-34 y 74 cañones autopropulsados SU-76; virtualmente todos los blindados que poseían.

### Crímenes de guerra

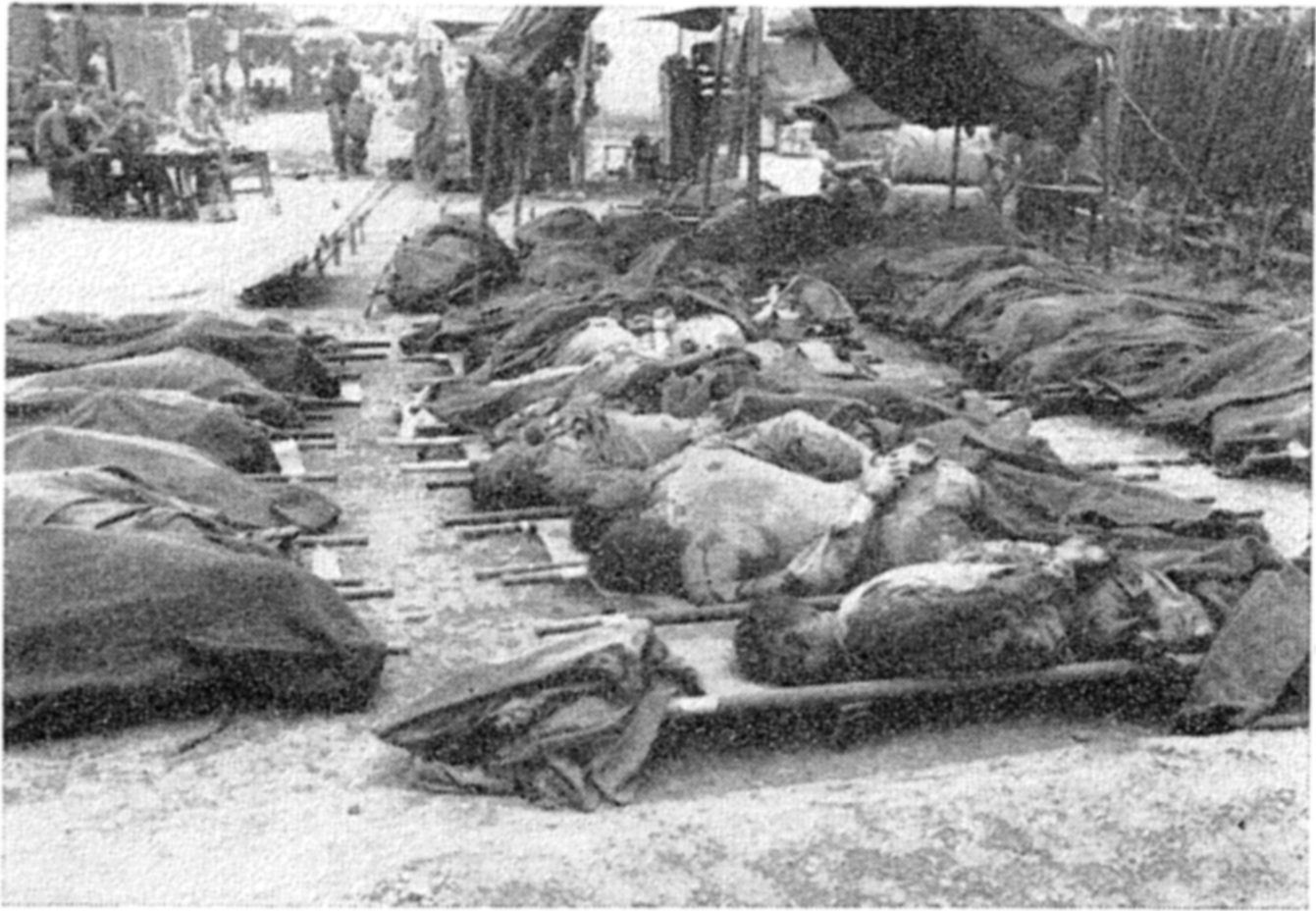
Cadáveres de víctimas de la masacre del cerro 303 reunidos cerca de Waegwan, Corea del Sur, muchos aún con sus manos atadas.

Hubo acusaciones mutuas de crímenes de guerra durante el conflicto y soldados tanto de las Naciones Unidas como de Corea del Norte se vieron involucrados en varios incidentes de alto revuelo. Las tropas norcoreanas, al ocupar Corea del Sur, fueron acusadas muchas veces de abusar de los prisioneros de guerra capturados durante los combates. Las más serias entre estas acusaciones fueron de que algunos prisioneros de las Naciones Unidas fueron torturados y ejecutados. Se produjeron incidentes aislados de prisioneros siendo golpeados, castrados, quemados hasta morir, y usados para practicar el uso de la bayoneta. En la región de Taegu, se encontraron grupos de soldados capturados ejecutados con sus manos atadas. También se conoce que esto ocurrió en Masan, donde se conoce que ocurrieron instancias aisladas de prisioneros siendo usados como escudos humanos contra otras tropas de las Naciones Unidas. Se sabe que soldados de las Naciones Unidas críticamente heridos fueron muertos y, en al menos un caso, capellanes y enfermeros de combate desarmados fueron atacados a pesar de usar identificaciones apropiadas. También se sabe que los norcoreanos reclutaron forzosamente a gran escala civiles surcoreanos en sus ejércitos, matando a cualquiera que intentara desertar.
Uno de los crímenes de guerra cometidos ocurrió en el cerro 303 el 17 de agosto, cuando 41 prisioneros de guerra estadounidenses fueron muertos por norcoreanos que se dirigían hacia Taegu. Este crimen hizo que el comandante de las Naciones Unidas Douglas MacArthur advirtiera a los norcoreanos mediante panfletos y transmisiones de radio que ellos serían considerados responsables de tales crímenes. Los historiadores están de acuerdo en que no existe evidencia de que al Alto Mando norcoreano sancionase el disparar a los prisioneros durante la fase inicial de la guerra. La masacre del Cerro 303 y atrocidades similares se cree que fueron llevados a cabo por "pequeñas unidades descontroladas, por individuos vengativos o debido situaciones desfavorables y crecientemente desesperadas enfrentadas por los captores". T. R. Fehrenbach, un historiador militar, escribió en su análisis del evento que las tropas norcoreanas que cometían estos actos probablemente estaban acostumbradas a la tortura y ejecución de los prisioneros debido a las décadas de gobierno por los opresivos ejércitos del Imperio del Japón hasta la Segunda Guerra Mundial. Se sabe que los comandantes norcoreanos entregaron estrictas órdenes respecto al tratamiento de los prisioneros de guerra después de estos incidentes, aunque tales atrocidades continuaron.
Las tropas de las Naciones Unidas, particularmente las surcoreanas, también fueron acusadas de matar o intentar matar soldados norcoreanos capturados. Respecto a los civiles surcoreanos, algunos de cuales eran izquierdistas o simpatizantes comunistas, se sabe que fueron sistemáticamente apresados o muertos en las masacres de la Liga Bodo, algunas de las cuales ocurrieron durante la batalla. En los años siguientes a los combates, ha surgido evidencia indicando que también los militares estadounidenses mataron civiles surcoreanos poco antes de que se iniciaran los combates a lo largo del Perímetro de Pusan, temiendo que entre ellos se ocultaran infiltradores norcoreanos, en la Masacre de No Gun Ri. La evidencia es disctutida, pero se han publicado varios libros sobre el tema.

### Implicancias
Algunos historiadores plantean que las metas de los norcoreanos en el Perímetro de Pusan eran inalcanzables desde el comienzo. De acuerdo al historiador T. R. Fehrenbach, los estadounidenses, que estaban mejor equipados que los norcoreanos, fueron capaces de derrotar fácilmente a sus oponentes una vez que tuvieron la oportunidad de formar una línea continua. Al mismo tiempo, los norcoreanos rompieron el perímetro en varios puntos y fueron capaces de explotar sus ganancias durante un corto periodo de tiempo. Sin embargo, al término de una semana el impulso de la ofensiva se había acabado y los norcoreanos no pudieron mantener la fuerza de sus ataques. En la mayor parte del frente solo se realizaron acciones de exploración durante el resto de la batalla.

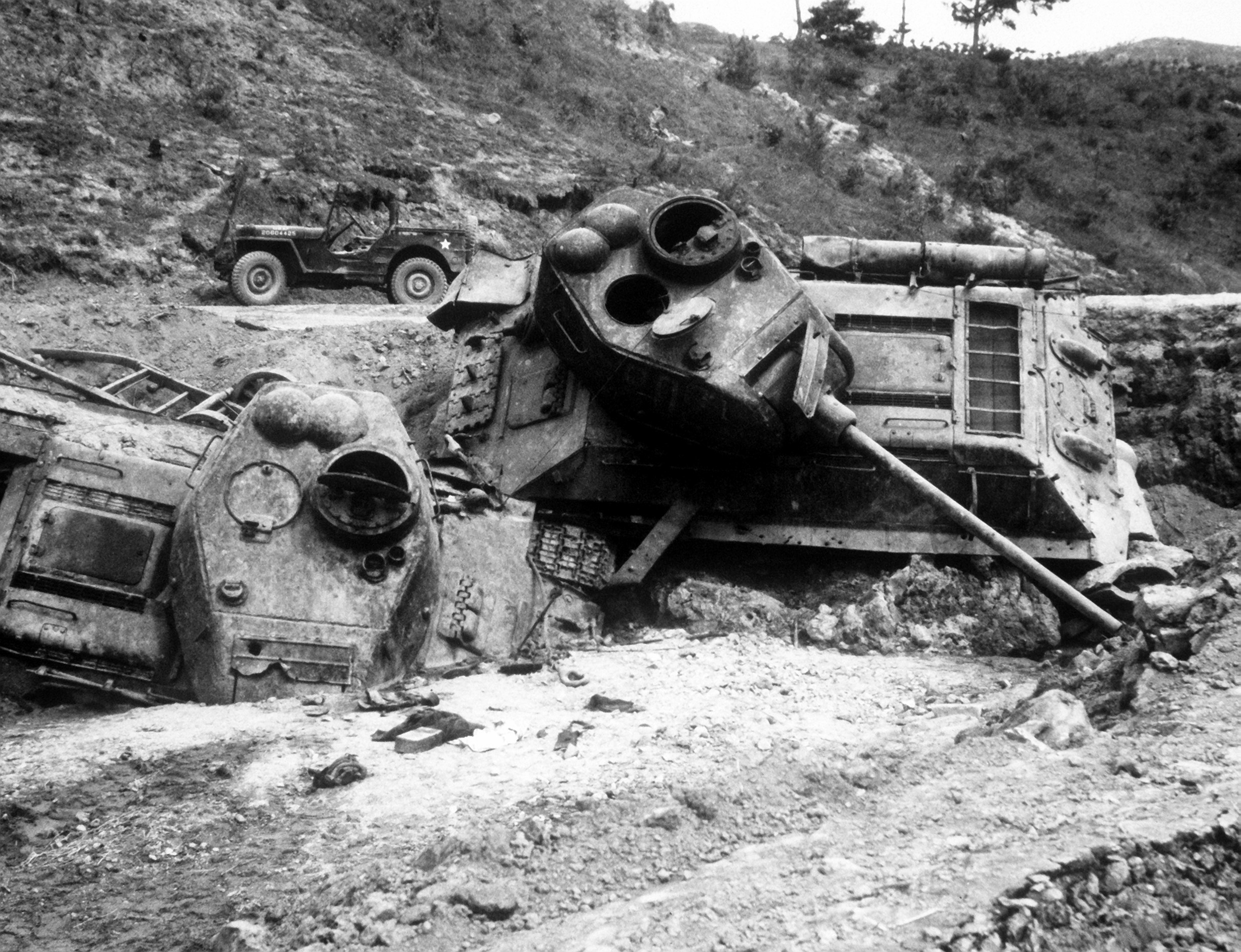
Tanques T-34 norcoreanos destruidos por bombas lanzadas por la Fuerza Aérea de Estados Unidos cerca de Waegwan.

Los desembarcos en Inchon fueron un golpe fatal para el ejército norcoreano, tomándolo completamente por sorpresa y falto de preparación y rompiendo las ya débiles fuerzas a lo largo del perímetro. Sin virtualmente ningún equipo, con sus fuentes de soldados agotadas y con baja moral, los norcoreanos estaban en grave desventaja y no fueron capaces de continuar ejerciendo presión contra el Perímetro de Pusan mientras a la vez intentaban repeler los desembarcos en Inchon. Para el 23 de septiembre, los norcoreanos estaban en franca retirada desde el Perímetro de Pusan, con las fuerzas de las Naciones Unidas persiguiéndoles rápidamente hacia el norte y en el camino recapturando el territorio perdido inicialmente.
La destrucción del Ejército de Corea del Norte en Pusan hizo que la continuación de la guerra solo con tropas norcoreanas fuera imposible. Las masivas pérdidas humanas y de equipamiento rivalizaban con las sufridas por el ejército surcoreano en las primeras etapas de la guerra. Los norcoreanos colapsaron totalmente como fuerza de combate y los restos de sus fuerzas armadas retrocedieron hacia Corea del Norte ofreciendo una muy débil resistencia contra la fuerza de las Naciones Unidas, que ahora estaba a la ofensiva con una aplastante superioridad terrestre, aérea y marítimma. Muchas de las unidades norcoreanas rodeadas se rindieron, habiendo sido reducidas de unidades que inicialmente contaban con miles de hombres a grupos de unos pocos centenares de hombres.
Con la exitosa maniobra de retención del Perímetro de Pusan, la victoria puso en movimiento las acciones que darían forma al resto de la guerra. MacArthur y el Estado Mayor Conjunto, presionados por los líderes estadounidenses en Washington, decidieron perseguir agresivamente al destrozado Ejército Popular de Corea del Norte al mismo interior Corea del Norte. Al Octavo Ejército le fue ordenado avanzar tan al norte como pudiera hacia Manchuria y la frontera de Corea del Norte con China, con el objetivo primario de destruir los restos del ejército norcoreano y con el objetivo secundario de unificar todo Corea bajo el gobierno de Syngman Rhee. Esto molestó a China, que amenazó que "no se quedaría quieta si los imperialistas buscaban invadir el territorio de su vecino". Advertencias de otras naciones de no cruzar el paralelo 38 norte no fueron escuchadas y MacArthur inició la ofensiva hacia el interior del país cuando Corea del Norte rehúso rendirse. Finalmente esto resultó en la intervención china una vez que las tropas de las Naciones Unidas alcanzaron el río Yalu, y lo que originalmente se conoció como la "Ofensiva de Navidad en el Hogar" se convirtió en una guerra que continuaría por otros dos años y medio.